# Vietnam
Vietnam (en vietnamita: Việt Nam), oficialmente República Socialista de Vietnam (Cộng hòa Xã hội chủ nghĩa Việt Namⓘ), es un país soberano del Sudeste Asiático y el más oriental de la península Indochina. Con una población estimada de algo más de 100 millones, es el decimosexto país más poblado del mundo, el octavo de Asia y el más poblado de los 5 países que componen la Indochina. El nombre del país se traduce como «Viet del sur», un sinónimo del antiguo nombre del Reino de Nanyue (Nam Việt) establecido en el siglo III a. C., y que fue adoptado oficialmente por primera vez en 1802 por el emperador Gia Long. En 1945 volvió a fijarse de manera oficial el topónimo con la fundación de la República Democrática de Vietnam presidida por Hồ Chí Minh. El país tiene frontera por el norte con China, con Laos por el noroeste y con Camboya por el suroeste, mientras que hacia el este tiene una extensa costa bañada por el mar de la China Meridional. Su capital es Hanói desde la reunificación de Vietnam del Norte y Vietnam del Sur en 1976.
Los vietnamitas se independizaron de la China Imperial en 939 tras la batalla del río Bach Dang, la cual marcó el fin de 1100 años de dominación extranjera. En los siglos siguientes florecieron diversas dinastías reales vietnamitas al tiempo que el reino expandía sus fronteras geográficas y políticas por el Sudeste Asiático. En el siglo XIX la península Indochina fue colonizada por los franceses. Tras un período de ocupación japonesa durante la Segunda Guerra Mundial, los vietnamitas iniciaron la guerra de Indochina contra Francia, que acabó con la derrota y expulsión de las tropas galas en 1954. Sin embargo, el país quedó dividido políticamente en dos estados rivales, el Norte y el Sur, que iniciaron un conflicto de creciente intensidad que acabó en la conocida como guerra de Vietnam, en la que se enfrentaron el Norte y las guerrillas comunistas conocidas como Viet cong, contra las tropas del Sur y las fuerzas armadas de los Estados Unidos. La guerra finalizó en 1975 con la victoria del Norte y al año siguiente el país se unificó bajo un régimen de orientación socialista.
En 1986 el gobierno inició la senda reformista, que puso a Vietnam en el camino de la integración con la economía global y hacia el año 2000 el país ya tenía relaciones diplomáticas con la mayor parte de naciones. En el siglo XXI el crecimiento económico de Vietnam ha sido de los más altos del mundo, un éxito económico que resultó en el ingreso del país en la Organización Mundial del Comercio en 2007. Actualmente, aseguran haber reducido la pobreza hasta el 3 % de la población y garantizar atención sanitaria a toda ella.

## Historia

### Introducción
Durante la mayor parte de su historia, estuvo gobernada por varias dinastías del Imperio chino. Vietnam obtuvo la independencia en los inicios del siglo X, y su autonomía total un siglo después. El periodo de gobierno de las dinastías nativas terminó a mediados del siglo XIX cuando el país fue colonizado por Francia. Durante la Segunda Guerra Mundial, Japón ocupó Vietnam; pero respetó la autoridad francesa por ser el Gobierno de Vichy colaboracionista con su aliada, la Alemania nazi. Hacia el final de este conflicto los japoneses trataron de barrer el poder francés por sospechar que podría ser un apoyo a una invasión aliada. En esta situación, Hồ Chí Minh proclamó la República Democrática de Vietnam.
Al finalizar la Guerra, Francia intentó restablecer su control; pero falló y estalló la guerra de Indochina que finalmente perdió. La Conferencia de Ginebra de 1954 dividió al país en dos: Vietnam del Norte y Vietnam del Sur. Durante la Guerra Fría, el norte recibió el apoyo de la República Popular China y la Unión de Repúblicas Socialistas Soviéticas, mientras que el Sur obtuvo el apoyo de los Estados Unidos. Rápidamente las tensiones llevaron a la guerra de Vietnam, que terminó con la derrota y retirada de las tropas estadounidenses en marzo de 1973 y la toma de Saigón en abril de 1975. En 1976, Vietnam se unificó bajo el gobierno de Vietnam del Norte y tomó el nombre de República Socialista de Vietnam.
En 1978 Vietnam invadió la Kampuchea Democrática de Pol Pot y precipitó la caída de su régimen. Mantuvo unos 100 000 soldados durante toda la década de los ochenta. A finales de la década de los noventa, comenzaron las negociaciones para restablecer relaciones diplomáticas con Estados Unidos.

### Era predinástica

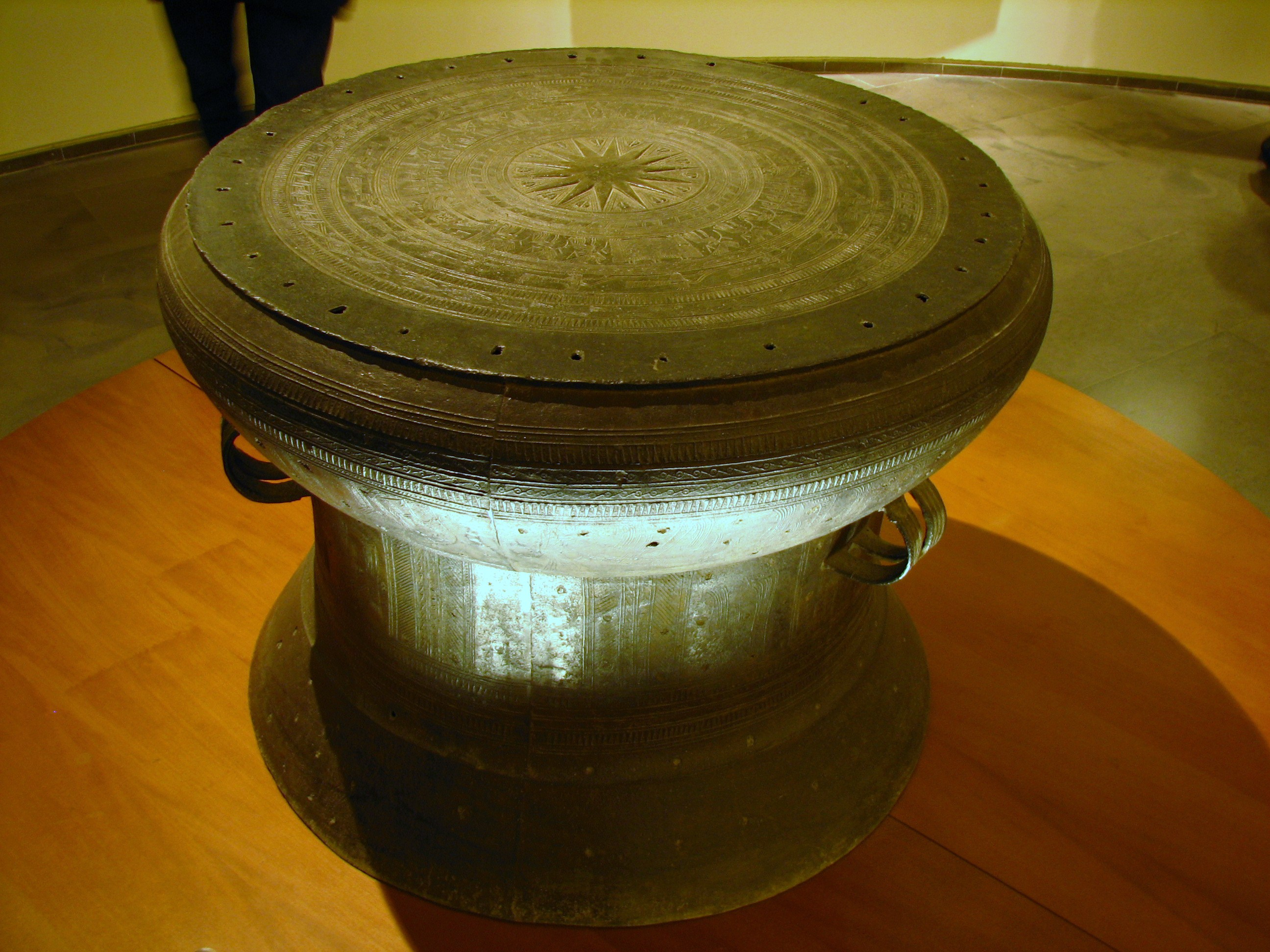
Un tambor de bronce Dong Song, hecho alrededor del 800 a. C. durante la Edad de bronce. Museo Guimet, París.

De acuerdo con las leyendas vietnamitas, personas de varias tribus nacieron del matrimonio entre Lạc Long Quân (rey dragón) y Âu Cơ (diosa madrina). Según las leyendas vietnamitas, la historia de Vietnam data de hace más de 4000 años. Las únicas fuentes confiables, sin embargo, indicaban que los vietnamitas o la historia de su país data de hace no más de 2700 años. En el año de 258 a. C., Thuc Phan formó el reino llamado Áu Lac (formado por la unión de Áu Viet y Lac Viet - Van Lang), en el norte de Vietnam.
Sin embargo, muchos historiadores consideran que la civilización Dong Son es común a muchos pueblos del Sudeste Asiático. En el año 204 a. C., el general ch'in Zhao Tuo (llamado «Triệu Đà» por los vietnamitas) estableció el reino de Nam Việt, el cual estaba ubicado al sur de China y del Delta del río Rojo. El significado histórico del origen de Nam Việt es hoy motivo de controversias porque para algunos estudiosos dicho territorio estaba bajo regencia china, mientras para otros constituye ya un periodo de independencia. Desde el 111 a. C. hasta el 938 d. C. Vietnam estuvo bajo mando de diferentes dinastías chinas. Independencias esporádicas no alcanzaron grandes logros ante el poderío de la China.

### Era dinástica

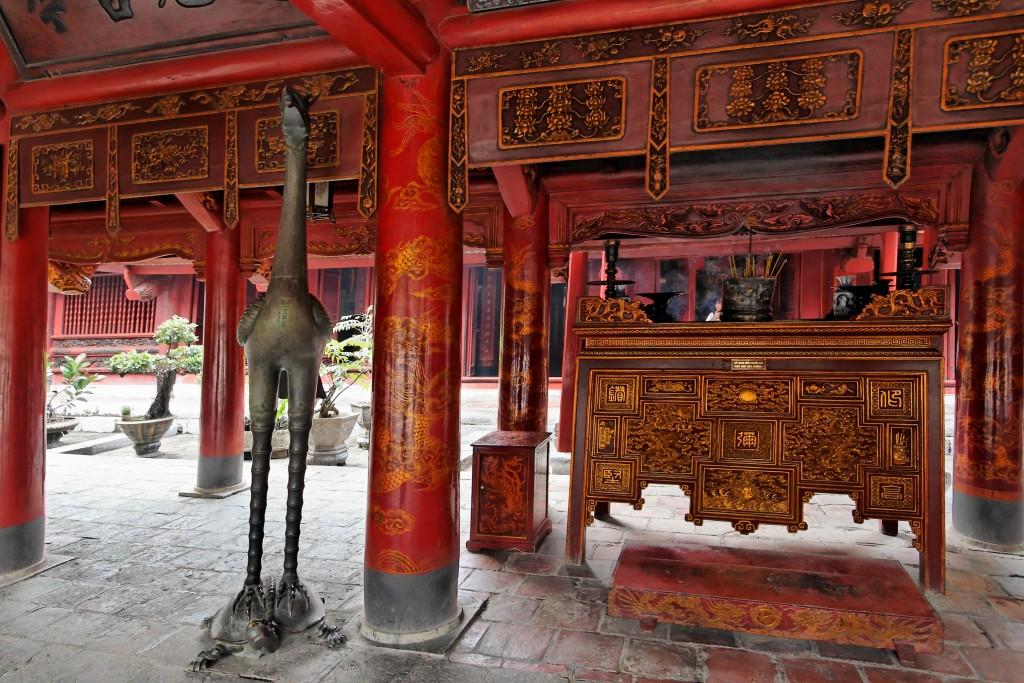
El templo de la literatura en Hanói, construido en el

En el año 938, un señor vietnamita de nombre Ngô Quyền logró derrotar a las fuerzas chinas en la Batalla del río Bach Dang y se autoproclamó emperador de un nuevo Estado vietnamita independiente. Denominada Đại Việt, la nación alcanzó su edad de oro durante la Dinastía Lý y la dinastía Trần. Durante el reinado de esta última, Đại Việt pudo defenderse de tres intentos de invasión de los mongoles en 1257; 1284-85; 1287-88. Después de la breve dinastía Hồ, la independencia de Đại Việt fue brevemente interrumpida por la dinastía Ming de China, pero fue restaurada por Lê Lợi, el fundador de la dinastía Lê.

Mapa de la expansión del pueblo vietnamita hacia el sur, desde el siglo a principios del siglo.

El siglo XV fue el tiempo en el cual el feudalismo alcanzó su máximo esplendor, especialmente durante el reinado del emperador Lê Thánh Tông. Entre los siglos XI y XVIII, los vietnamitas se expandieron al sur en un proceso que llamaron nam tiến (expansión sur) y que los llevó a conquistar el Reino de Champa (el cual desapareció definitivamente como Estado) y parte del Imperio jemer (Kampuchea Krom).
Hacia finales de la dinastía Lê, Vietnam sufrió conflictos civiles, primero con el apoyo que los chinos dieron a la dinastía Mac y la cual desafió el poder de la dinastía Lê y después la Dinastía Mac fue derrotada y la anterior restaurada pero perdió gran poder. Entonces el poder fue dividido entre los señores Trịnh en el norte y los señores Nguyễn en el sur, lo que llevó al país a un nuevo conflicto: la guerra civil Trịnh-Nguyễn que duró más de un siglo. La guerra terminó cuando los hermanos Tây Sơn derrotaron a ambos y establecieron una nueva dinastía. Sin embargo, su gobierno no duró y fueron derrotados por los remanentes de los señores Nguyễn con la ayuda de los franceses, quienes establecieron la dinastía Nguyễn.

### Dominio francés (1887-1954)

Mapa de la Indochina francesa entre 1900 y 1946.

La independencia de Vietnam terminó a mediados del siglo XIX cuando el país fue colonizado por el Imperio francés. La administración francesa impuso significativos cambios políticos y culturales en la sociedad vietnamita. Se impuso un sistema de educación moderna occidental, el cristianismo, se desarrolló el cultivo de tabaco, índigo, té y café. Los franceses ignoraron las constantes llamadas por la independencia y los derechos civiles, lo que llevó al pronto surgimiento de movimientos políticos nacionalistas entre los cuales surgieron líderes como Phan Boi Chau, Phan Chu Trinh, el emperador Ham Nghi y Hồ Chí Minh. Pero los franceses mantuvieron el dominio de sus colonias hasta la Segunda Guerra Mundial cuando los japoneses invadieron la Península Indochina. Los recursos naturales de Vietnam fueron explotados por Japón para sus campañas militares en Birmania, Malasia e India.
Al final de los años de la guerra un poderoso movimiento nacionalista en la insurgencia bajo liderazgo de Hồ Chí Minh estaba listo para desafiar a los franceses bajo las banderas de la independencia y del comunismo. Después de la derrota de Japón, las fuerzas nacionalistas de Indochina se enfrentaron a Francia en lo que se llamó la I guerra de Indochina (1945-1954). La mayor derrota de los franceses se dio en la célebre batalla de Dien Bien Phu la que precedió una rápida retirada de sus colonias. Sin embargo, los países que habían combatido en esta primera guerra de Vietnam dividieron el país en el paralelo 17 entre lo que se llamó Vietnam del Norte y Vietnam del Sur de acuerdo con la Conferencia de Ginebra de 1954.

### Guerra de Vietnam (1955-1975)

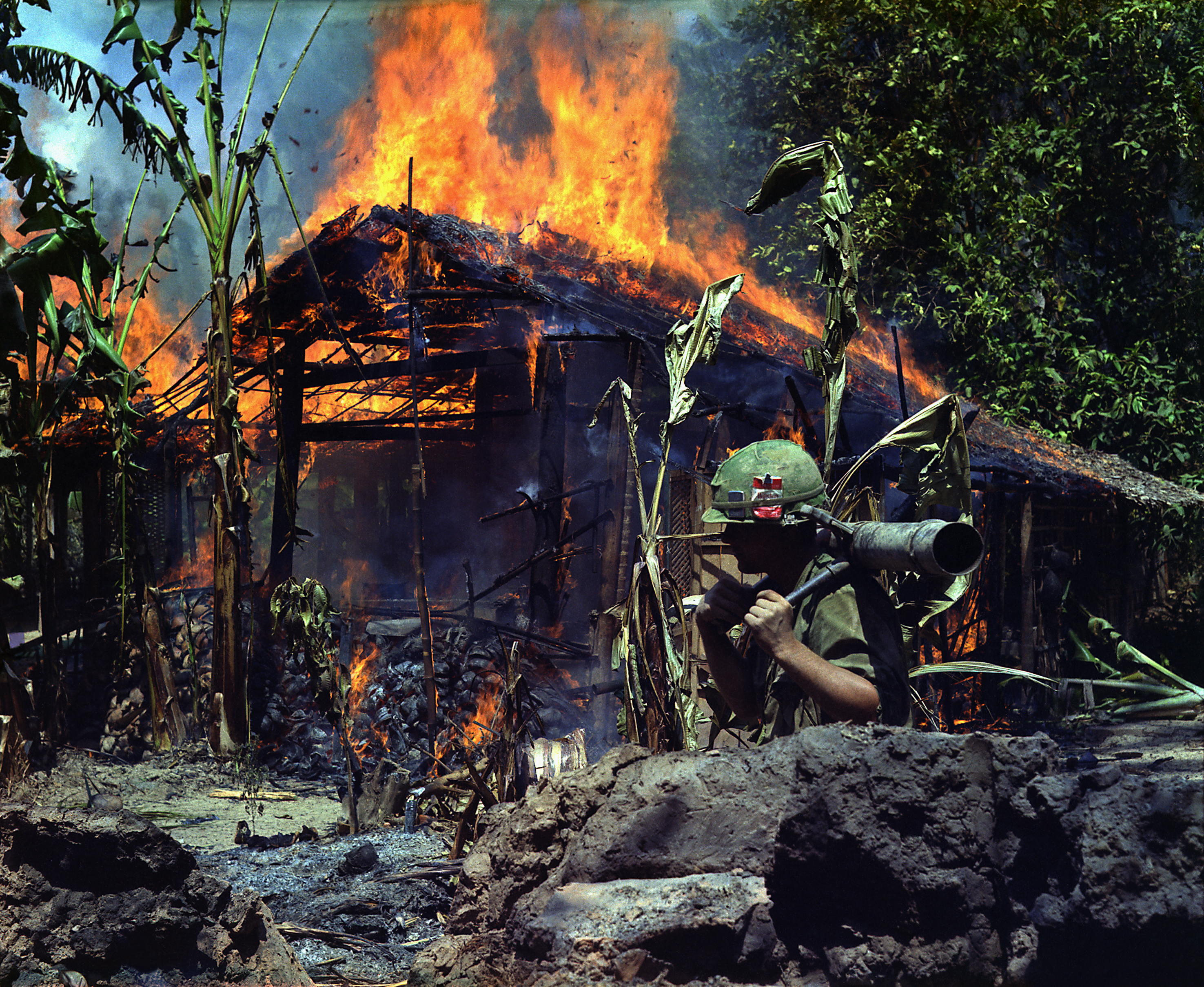
Campamento del Viet Cong en Mỹ Tho incendiado por tropas estadounidenses en 1968, durante la guerra de Vietnam.

Los comunistas que lideraban a Vietnam del Norte tuvieron la oposición de los Estados Unidos que se habían puesto del lado de los franceses en las luchas de independencia de las colonias argumentando que los independentistas estaban asociados con URSS y China. La intención de reunificar el país por medio de elecciones en 1956 no dio buenos resultados debido a la negativa de EE. UU. y Vietnam del Sur, temeroso de un posible triunfo electoral de los comunistas. Estados Unidos comenzó a enviar asesores militares y ayuda a Vietnam del Sur, mientras que el norte recibió armas y ayuda de la URSS.
En abril de 1957, comenzó un levantamiento liderado por comunistas y apoyado por los norvietnamitas contra el gobierno de Vietnam del Sur. El 28 de julio de 1959, las fuerzas de Vietnam del Norte invadieron Laos para mantener y mejorar el Ruta Ho Chi Minh para apoyar el Viet Cong en el sur. Controlaron gran parte del campo de Vietnam del Sur en 1961. Alrededor de 40.000 soldados comunistas habían invadido el sur en 1961-63 para apoyar el levantamiento.
El incidente del Golfo de Tonkin en 1964 desencadenó una intervención militar estadounidense masiva: las fuerzas de EE. UU. atacaron instalaciones militares en Vietnam del Norte y enviaron más de quinientos mil soldados al sur. Rápidamente el ejército estadounidense tuvo que enfrentarse a una complicada guerra de guerrillas, encabezada por el Viet Cong, la milicia comunista que actuaba en Vietnam del Sur.
Las fuerzas de Vietnam del Norte intentaron tomar el sur en 1968 durante la Ofensiva del Tet y ello causó que los países vecinos, Camboya y Laos, se vieran pronto involucrados en el conflicto. Con el aumento de bajas en las filas estadounidenses, dicho país comenzó el proceso de transferir el rol de combate a las fuerzas militares de Vietnam del Sur en lo que llamaron la «vietnamización» pero dichos esfuerzos trajeron malos resultados. El Acuerdo de Paz de París del 27 de enero de 1973, negociado entre otras personalidades por Nguyen Thi Binh reconoció formalmente la soberanía de ambas partes (Vietnam del Norte y Vietnam del Sur) y en dicho acuerdo las tropas estadounidenses debían retirarse para el 29 de marzo de 1973. Algunos enfrentamientos limitados continuaron, pero el siguiente gran momento sería en abril de 1975 cuando Vietnam del Norte ganó fuerzas e invadió Vietnam del Sur, el cual fue denominado República de Vietnam del Sur y que era un estado con el apoyo de Hanói antes de ser reunificado como la República Socialista de Vietnam el 2 de julio de 1976.

### Reunificación y renovación

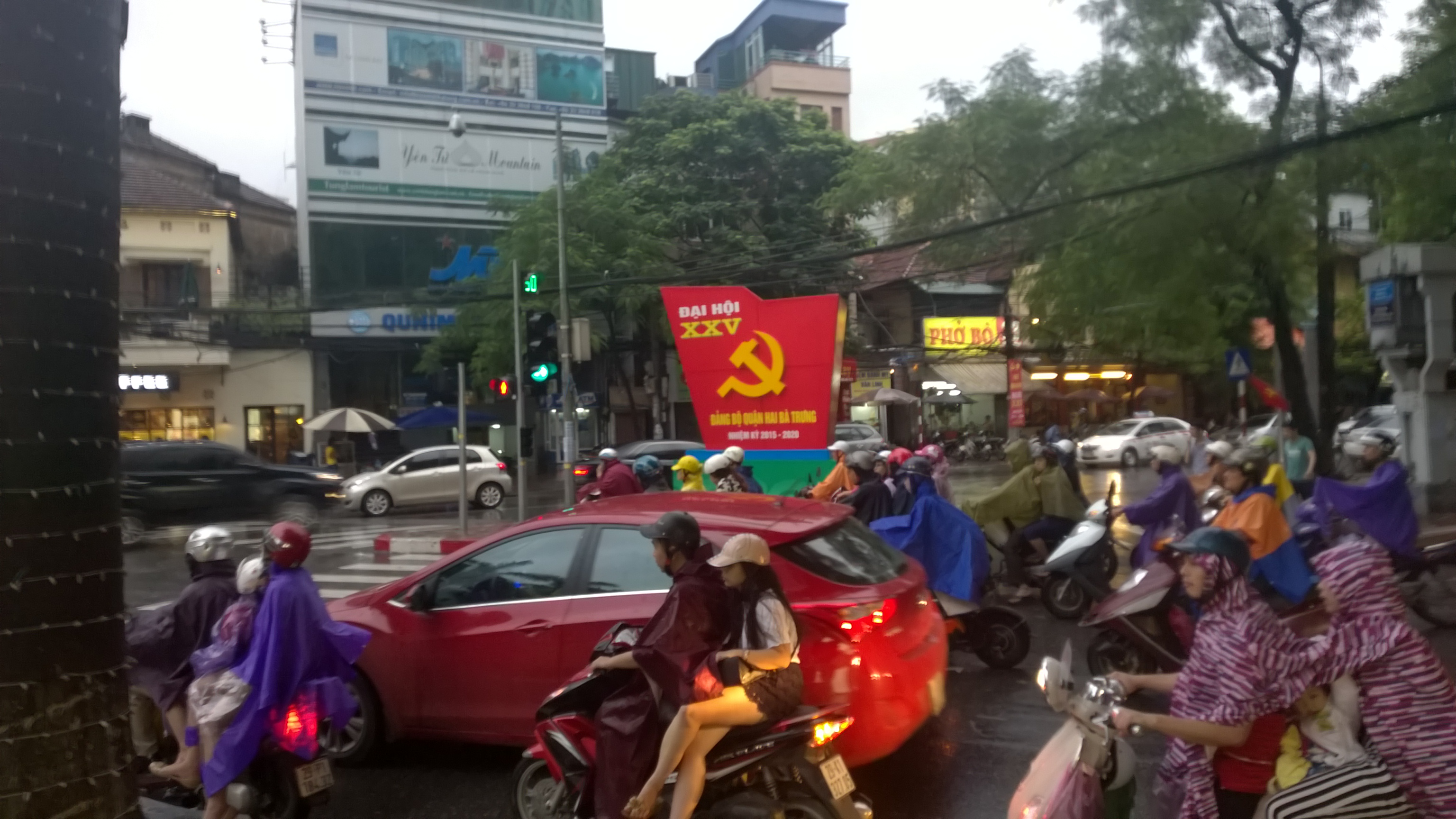
Hanói en 2015

Tomado el control definitivo, los comunistas prohibieron otros partidos políticos, arrestaron personas bajo sospecha de haber colaborado con Estados Unidos y los enviaron a campos de reeducación. El gobierno comenzó una intensa campaña de colectivización del campo y las fábricas. La reconstrucción del país por los desastres de la guerra y los serios problemas humanitarios y económicos se dio de manera lenta. Millones de personas huyeron del país en balsas creando una crisis humanitaria internacional. Entre 1977 y 1978 los jemeres rojos camboyanos atacaron el sur de Vietnam, y esta respondió invadiendo Camboya. Esta acción empeoró las relaciones de Vietnam con China, la cual lanzó a su vez una breve incursión a Vietnam en febrero de 1979. A su vez, las hostilidades de China hacia Vietnam estrecharon aún más las relaciones de este con la URSS quien contribuyó una vez más con ayuda militar en armamento.
En 1986 el Partido Comunista de Vietnam aplicó reformas de libre mercado conocidas como Đổi Mới (Renovación). Con la autoridad del estado permaneciendo inamovible, se promovió la propiedad privada en el campo y las empresas, y la inversión extranjera. La Economía de Vietnam alcanzó entonces un rápido crecimiento en la producción industrial y agraria, la construcción, las exportaciones y la inversión extranjera.

## Gobierno y política

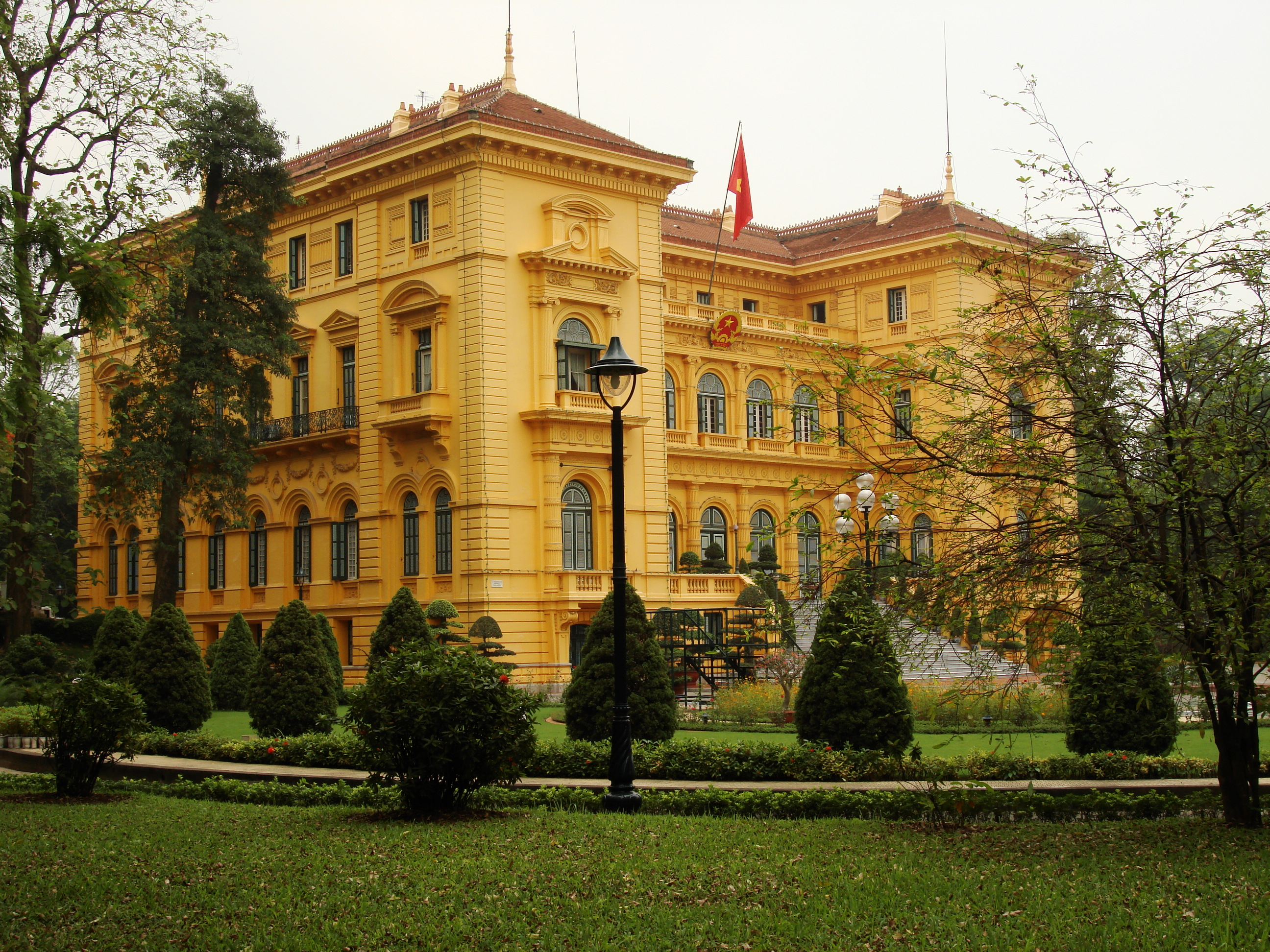
Palacio Presidencial (Hanói).

La República Socialista de Vietnam es gobernada a través de un sistema altamente centralizado dominado por el Partido Comunista de Vietnam (Đảng Cộng Sản Việt Nam), el cual era conocido anteriormente como el Partido de los Trabajadores de Vietnam.

### Sistema de gobierno
Vietnam está dirigido principalmente por un organismo colegiado de tres personas, formado por el secretario general del Partido comunista, el primer ministro y el presidente del Estado. Los tres son funcionarios del partido y suelen tomar sus decisiones por unanimidad. El secretario general no sólo es el jefe de la Secretaría, sino que también suele presidir el Politburó del CPV, que actualmente está formado por 14 miembros.
Según la Constitución, la Asamblea Nacional (Quốc hội Việt Nam), el parlamento unicameral de Vietnam, es el máximo órgano del poder estatal. Los 493 diputados son elegidos para un período legislativo de cinco años. Al menos dos veces al año, la Asamblea Nacional debe celebrar una sesión plenaria. Durante el resto del tiempo, sus funciones son desempeñadas por el Comité Permanente de la Asamblea Nacional (SANV). La Asamblea Nacional nombra al presidente de la República, al Primer ministro y al Gobierno (ejecutivo), así como a la Fiscalía del Tribunal Popular Supremo y a la Oficina de Control Popular Supremo (judicial).
La Asamblea Nacional ha ganado mucha influencia política desde las últimas enmiendas constitucionales. Ahora puede modificar las leyes, puede exigir responsabilidades a los ministros y debe aprobar el presupuesto del Estado y los planes de producción. El mayor poder político sigue correspondiendo al partido comunista, que controla el proceso electoral a través del Frente de la Patria de Vietnam, organización que agrupa a las organizaciones de masas. Controla la política del país a través de su Comité Central y su Politburó. Debido a la proporción de aproximadamente el 90 % de miembros del CPV en el VN, todos los altos cargos del gobierno también forman parte del CPV.

En Vietnam se celebran elecciones cada cinco años a varios niveles: A nivel central (Asamblea Nacional) y a nivel provincial, de distrito y de comuna (Consejos Populares). Los candidatos que desean presentarse a las elecciones son seleccionados por el Frente de la Patria de Vietnam y el Partido Comunista según criterios estrictos. No obstante, alrededor del 10 % de los diputados son actualmente no militantes del Partido, después de que en las elecciones de 2002 se permitiera un 15 % de no militantes. Sin embargo, anteriormente se habían presentado 69 independientes y sólo se aceptaron 13. Desde 2003, por ley, deben presentarse al menos dos candidatos más en cada circunscripción que escaños por cubrir.

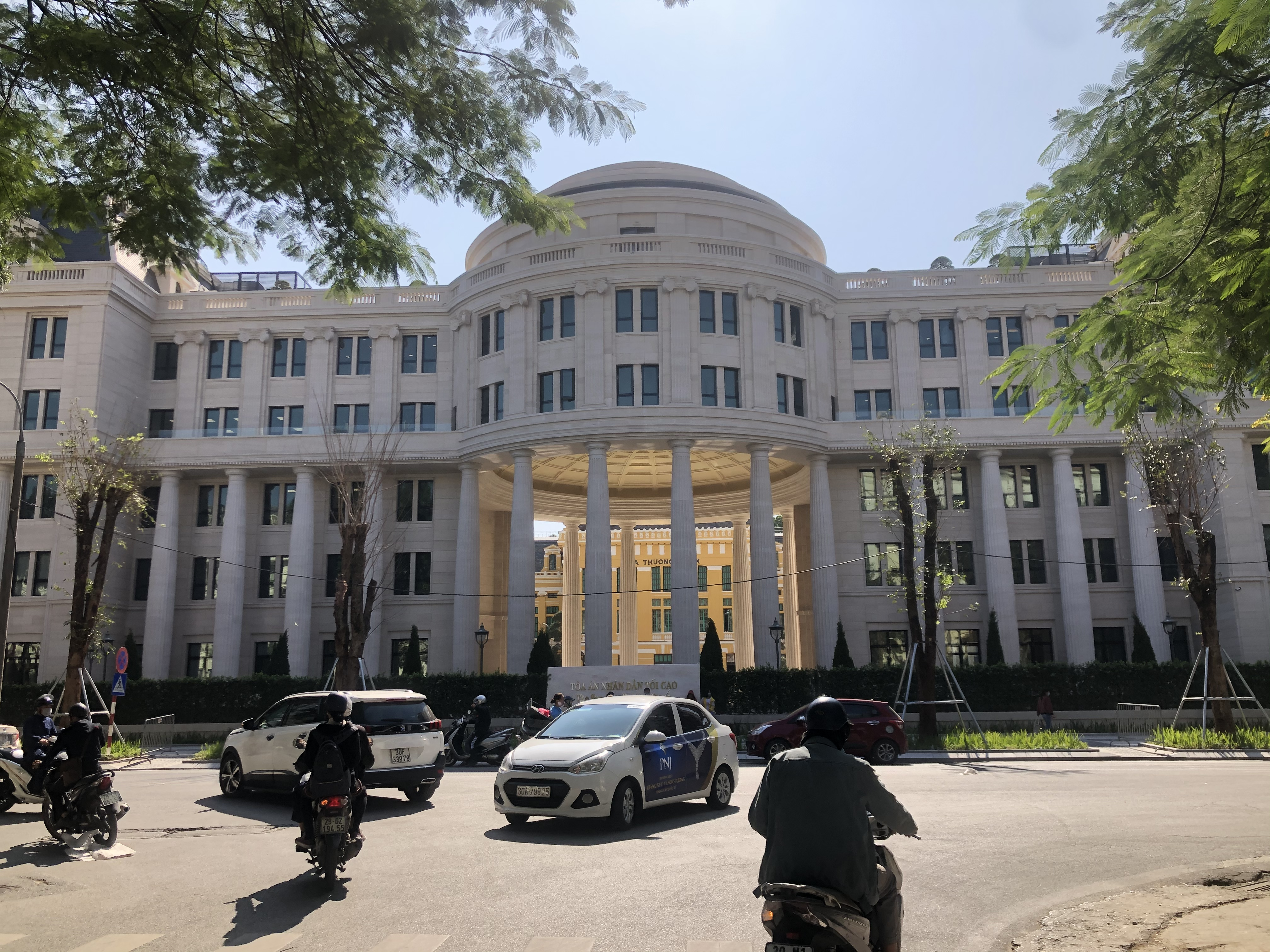
Tribunal Popular Supremo de Vietnam

### Régimen jurídico
Vietnam no tiene un poder judicial independiente de facto. Todas las personas que actúan en el sistema judicial vietnamita son seleccionadas directa o indirectamente por el partido comunista o el Frente de la Patria Vietnamita, por lo que la fiabilidad política es un importante criterio de selección. El partido también influye en las decisiones jurídicas que podrían cuestionar la posición de monopolio del CPV. Además, faltan jueces y abogados con una formación adecuada. Sin embargo, a diferencia de otros sistemas, los jueces legos de Vietnam tienen formación jurídica.
La máxima autoridad del sistema jurídico vietnamita es el Tribunal Popular Supremo, que está subordinado a la Asamblea Nacional y cuyos miembros son nombrados por ésta a propuesta del presidente del Estado. La Asamblea Nacional también determina el presupuesto del poder judicial. Los tribunales populares de distrito y provinciales, los tribunales militares y los tribunales administrativos, económicos y laborales están subordinados al Tribunal Popular Supremo.
La pena de muerte no ha sido abolida en Vietnam; se impone a los condenados por corrupción o tráfico de drogas, entre otros.

### Sufragio femenino
Según Gosha, cuando se fundó la República Democrática de Vietnam (DRV o Vietnam del Norte), el Việt Minh proclamó el sufragio universal con independencia del sexo. El autor no da una fecha concreta, pero nombra los Decretos n.º 14 y n.º 51 como base legal y describe que esto se hizo como parte de la transferencia de poder durante la Revolución de Agosto (Declaración de Independencia 2 de septiembre de 1945). El 2 de septiembre de 1945 se proclama la República Democrática de Vietnam. Como parte del traspaso de poder durante la Revolución de Agosto (Declaración de Independencia de Vietnam del 2 de septiembre de 1945), se concedió por primera vez a las mujeres los mismos derechos que a los hombres, incluido el derecho al voto. La base legal para ello fueron los Decretos Número 14 y Número 51. El derecho se ejerció por primera vez en las elecciones del 6 de enero de 1946. En 1946, sólo el 2,5 % de los diputados de la Asamblea Legislativa eran mujeres. La República Democrática de Vietnam sólo abarcó brevemente todo el territorio del país. En 1946, el poder colonial francés volvió al sur. Durante el periodo colonial, hasta 1954, no hubo sufragio para los indígenas no naturalizados de la colonia. Una fuente informa del sufragio femenino activo en Vietnam del Sur para la elección de Ngo Dinh Diem en 1955.

### Relaciones exteriores

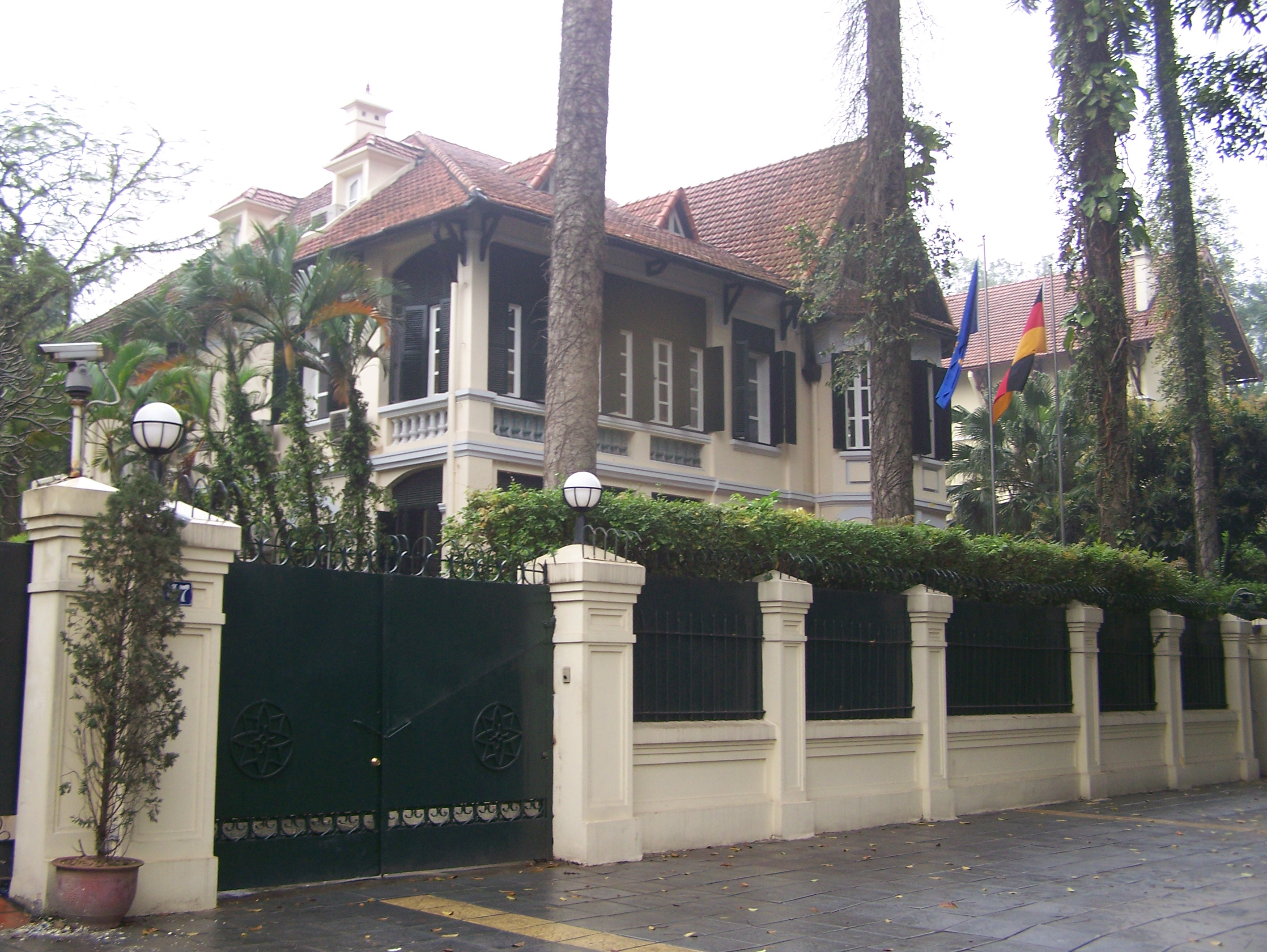
Embajada de Alemania en Hanói, Vietnam.

Vietnam aplica una política exterior independiente, soberana, de amistad, de diversificación y multilateralización de las relaciones internacionales, de integración internacional con la directriz de que Vietnam está dispuesto a ser amigo y socio fiable de todos los países de la comunidad mundial en el esfuerzo común por la paz, la independencia y el desarrollo (léase manifiesto gubernamental)
A lo largo de su historia, la principal relación exterior de Vietnam ha sido con diversas dinastías chinas. Tras la partición de Vietnam en 1954, Vietnam del Norte mantuvo relaciones con el bloque oriental, Vietnam del Sur con el bloque occidental. A pesar de estas diferencias, los principios soberanos de Vietnam y su insistencia en la independencia cultural han quedado plasmados en numerosos documentos a lo largo de los siglos anteriores a su independencia. Entre ellos, el poema patriótico del siglo XI «Nam quốc sơn hà» y la proclamación de independencia de 1428 «Bình Ngô đại cáo». Aunque China y Vietnam están formalmente en paz, siguen existiendo importantes tensiones territoriales entre ambos países por el mar de la China Meridional especialmente en torno al asunto de las Islas Spratly. Vietnam es miembro de 63 organizaciones internacionales, entre ellas la Organización de las Naciones Unidas (ONU), la Asociación de Naciones del Sudeste Asiático (ASEAN), el Movimiento de Países No Alineados (MNOAL), la Organización Internacional de la Francofonía (La Francophonie) y la Organización Mundial del Comercio (OMC). También mantiene relaciones con más de 650 organizaciones no gubernamentales. En 2010, Vietnam había establecido relaciones diplomáticas con 178 países.

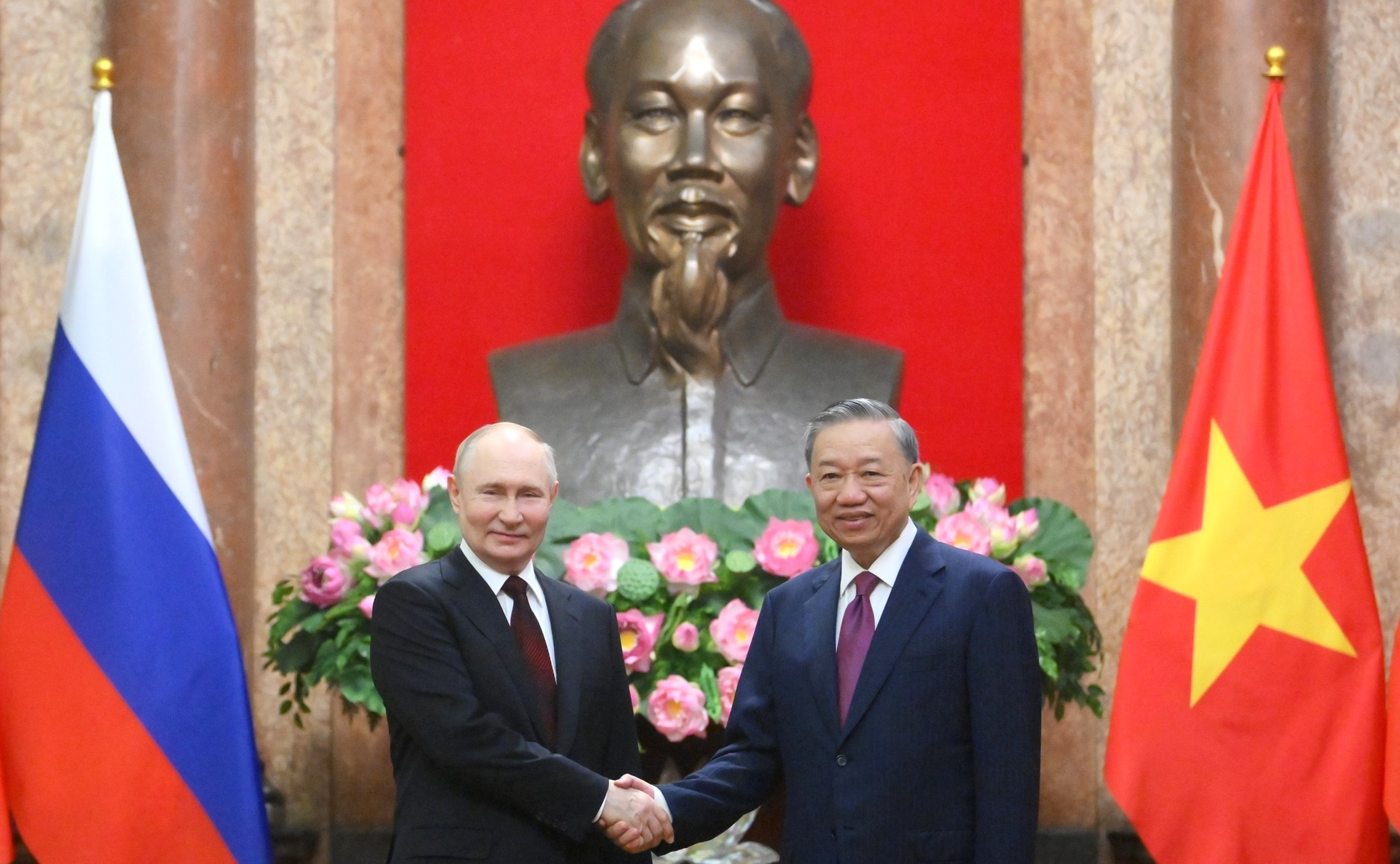
Vladímir Putin y Tô Lâm en Hanoi, junio de 2024

La actual política exterior de Vietnam consiste en aplicar sistemáticamente una política de independencia, autosuficiencia, paz, cooperación y desarrollo, así como de apertura, diversificación y multilateralización con las relaciones internacionales. El país se declara amigo y socio de todos los países de la comunidad internacional, independientemente de su afiliación política, participando activamente en proyectos de desarrollo cooperativo internacionales y regionales. Desde la década de 1990, Vietnam ha dado varios pasos clave para restablecer los lazos diplomáticos con los países occidentales capitalistas. Ya había mantenido relaciones con países occidentales comunistas en las décadas anteriores. Las relaciones con Estados Unidos comenzaron a mejorar en agosto de 1995, cuando ambos Estados elevaron sus oficinas de enlace a la categoría de embajadas. A medida que crecían los lazos diplomáticos entre ambos gobiernos, Estados Unidos abrió un consulado general en Ciudad Ho Chi Minh, mientras que Vietnam abrió su consulado en San Francisco. 

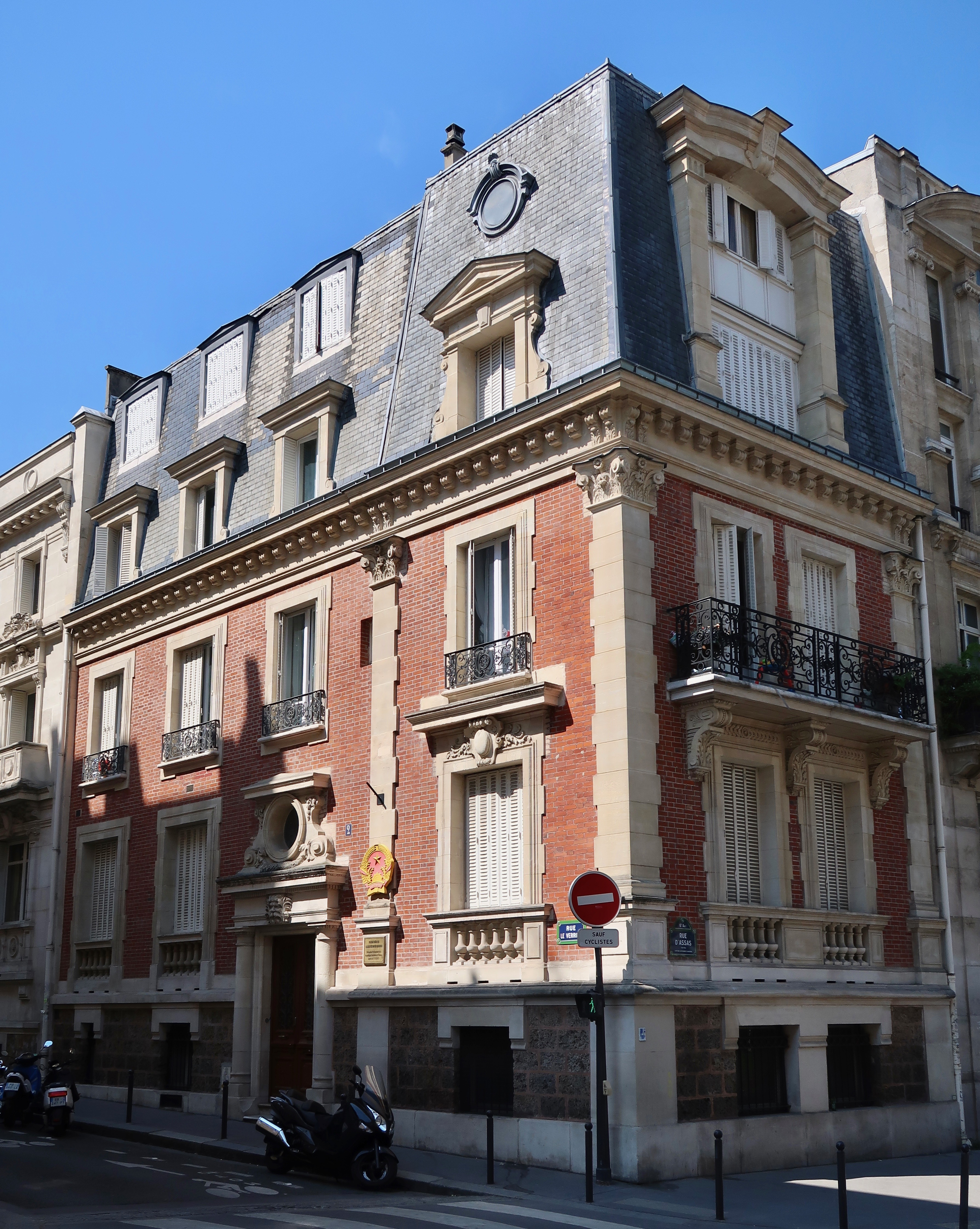
Delegación de Vietnam en la Unesco en París

También se restablecieron relaciones diplomáticas plenas con Nueva Zelanda, que abrió su embajada en Hanói en 1995; Vietnam estableció una embajada en Wellington en 2003. Pakistán también reabrió su embajada en Hanói en octubre de 2000, y Vietnam reabrió su embajada en Islamabad en diciembre de 2005 y su oficina comercial en Karachi en noviembre de 2005. En mayo de 2016, el presidente de Estados Unidos, Barack Obama, normalizó aún más las relaciones con Vietnam tras anunciar el levantamiento de un embargo sobre la venta de armas letales a Vietnam. A pesar de su pasado histórico (guerra de Vietnam), en la actualidad Vietnam es considerado un aliado potencial de Estados Unidos, especialmente en el contexto geopolítico de las disputas territoriales en el mar de China Meridional y en la contención del «expansionismo chino».

### Derechos humanos
El funcionamiento de todos los demás partidos políticos está prohibido por la actual Constitución, que sólo permite al partido comunista ostentar el poder. Otras cuestiones relacionadas con los derechos humanos son la libertad de asociación, la libertad de expresión, la libertad religiosa y la libertad de prensa.
El 24 de diciembre de 2009, el abogado vietnamita Le Cong Dinh fue detenido y acusado, junto con sus socios, del delito capital de subversión. La ONG Amnistía Internacional pidió la liberación de Dinh y sus asociados, calificándolos de «presos de conciencia».
Para el 7 de noviembre de 2019, según el Ministerio de Trabajo de Vietnam, las autoridades vietnamitas han rescatado a unas 7.500 personas, casi el 90 % de ellas mujeres y niños, sobre todo niñas entre 2012 y 2017. Además, las autoridades locales frustraron 48 casos de trata entre 2012 y 2018. Móng Cái, ciudad fronteriza, es el principal centro de trata de personas.
El 7 de octubre de 2020, un bloguero de derechos humanos y activista galardonado, Phạm Đoan Trang, fue detenido por la policía de Hanói y funcionarios del Ministerio de Seguridad Pública de Ciudad Ho Chi Minh por fabricar, almacenar, distribuir información, material, artículos con el fin de oponerse al Estado de la República Socialista de Vietnam. El 26 de octubre de 2021, 28 organizaciones de derechos humanos, entre ellas Amnistía Internacional, pidieron la libertad inmediata e incondicional de Trang. En diciembre de 2021, fue condenada por un tribunal de Hanói por acusaciones ficticias de realizar propaganda contra el Estado y recibió una pena de nueve años de prisión. El 22 de agosto de 2022, PEN América pidió a las autoridades vietnamitas que pusieran en libertad a Trang. El 23 de agosto de 2022, Human Rights Watch exigió al gobierno vietnamita que anulara la condena de Trang y le concediera inmediatamente la libertad. El 24 de agosto de 2022, Amnistía Internacional también pidió la liberación inmediata de Trang y de todos los defensores de los derechos humanos detenidos arbitrariamente en Vietnam, incluidos la activista Nguyen Thuy Hanh, el periodista Le Van Dung y los defensores de los derechos sobre la tierra Can Theu, Trinh Ba Tu, Trinh Ba Phuong y Nguyenthitam.En materia de derechos humanos, respecto a la pertenencia a los siete organismos de la Carta Internacional de Derechos Humanos, que incluyen al Comité de Derechos Humanos (HRC), Vietnam ha firmado o ratificado:

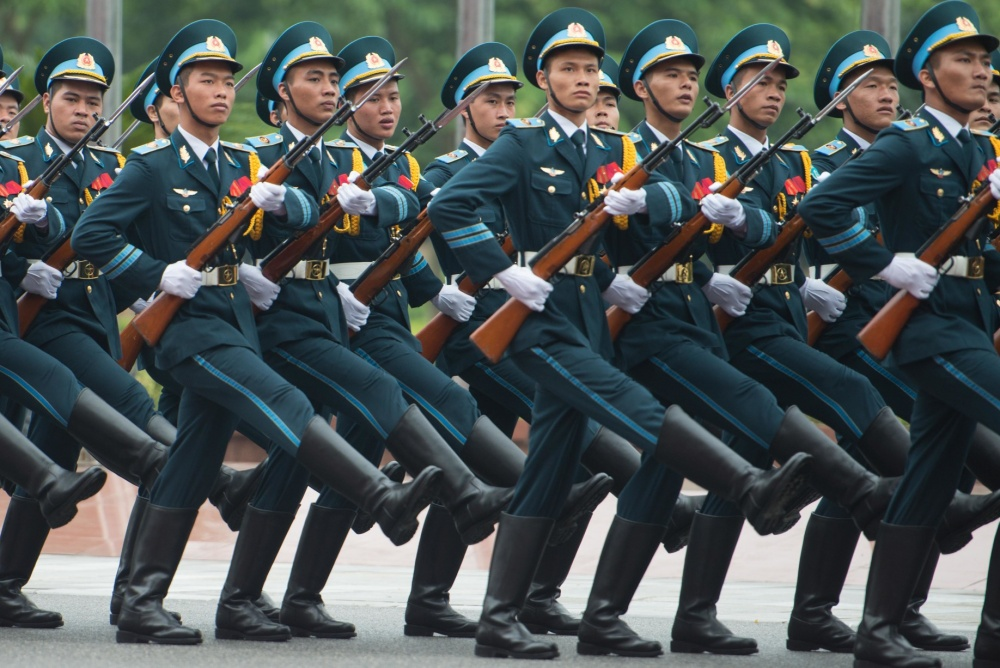
Guardia de Honor del Ejército Popular de Vietnam.

| Vietnam | Tratados internacionales | Tratados internacionales  | Tratados internacionales | Tratados internacionales  | Tratados internacionales  | Tratados internacionales | Tratados internacionales  | Tratados internacionales | Tratados internacionales  | Tratados internacionales | Tratados internacionales  | Tratados internacionales | Tratados internacionales | Tratados internacionales | Tratados internacionales | Tratados internacionales  | Tratados internacionales | Tratados internacionales  |
| --- | ------------------------ | ------------------------- | ------------------------ | ------------------------- | ------------------------- | ------------------------ | ------------------------- | ------------------------ | ------------------------- | ------------------------ | ------------------------- | ------------------------ | ------------------------ | ------------------------ | ------------------------ | ------------------------- | ------------------------ | ------------------------- |
| Vietnam | CESCR                    | CESCR                     | CCPR                     | CCPR                      | CCPR                      | CERD                     | CED                       | CEDAW                    | CEDAW                     | CAT                      | CAT                       | CRC                      | CRC                      | CRC                      | CRC                      | MWC                       | CRPD                     | CRPD                      |
| Vietnam | CESCR                    | CESCR-OP                  | CCPR                     | CCPR-OP1                  | CCPR-OP2-DP               | CERD                     | CED                       | CEDAW                    | CEDAW-OP                  | CAT                      | CAT-OP                    | CRC                      | CRC-OP-AC                | CRC-OP-SC                | CRC-OP-CP                | MWC                       | CRPD                     | CRPD-OP                   |
| Pertenencia | Firmado y ratificado.    | Ni firmado ni ratificado. | Firmado y ratificado.    | Ni firmado ni ratificado. | Ni firmado ni ratificado. | Firmado y ratificado.    | Ni firmado ni ratificado. | Firmado y ratificado.    | Ni firmado ni ratificado. | Firmado y ratificado.    | Ni firmado ni ratificado. | Firmado y ratificado.    | Firmado y ratificado.    | Firmado y ratificado.    | Sin información.         | Ni firmado ni ratificado. | Firmado y ratificado.    | Ni firmado ni ratificado. |
| Firmado y ratificado, firmado, pero no ratificado, ni firmado ni ratificado, sin información, ha accedido a firmar y ratificar el órgano en cuestión, pero también reconoce la competencia de recibir y procesar comunicaciones individuales por parte de los órganos competentes. |                          |                           |                          |                           |                           |                          |                           |                          |                           |                          |                           |                          |                          |                          |                          |                           |                          |                           |

### Defensa
El Ejército Popular de Vietnam se remonta a la creación de un Estado comunista vietnamita durante la llamada «Revolución de Agosto». Las fuerzas armadas desempeñaron un papel decisivo en la guerra de Indochina y la guerra de Vietnam para lograr la independencia y la unidad del país en el marco de un Estado comunista. En la guerra civil de Camboya, las fuerzas armadas ocuparon partes del país vecino. En 1979, las fuerzas armadas defendieron el norte del país contra una invasión china. Las fuerzas armadas están sometidas a un riguroso control político por parte del partido comunista. Además, las fuerzas armadas son propietarias de empresas, como la compañía de telecomunicaciones Viettel.
Las fuerzas terrestres cuentan con unos 412.000 hombres; existe un servicio militar obligatorio universal para todos los hombres, que suele durar dos años. La marina cuenta con 42.000 hombres; la subfuerza más moderna de Vietnam es la fuerza aérea, con 30.000 hombres. Sus principales efectivos son 124 MiG-21, 53 Su-22, 12 Su-27 y 24 Su-30.

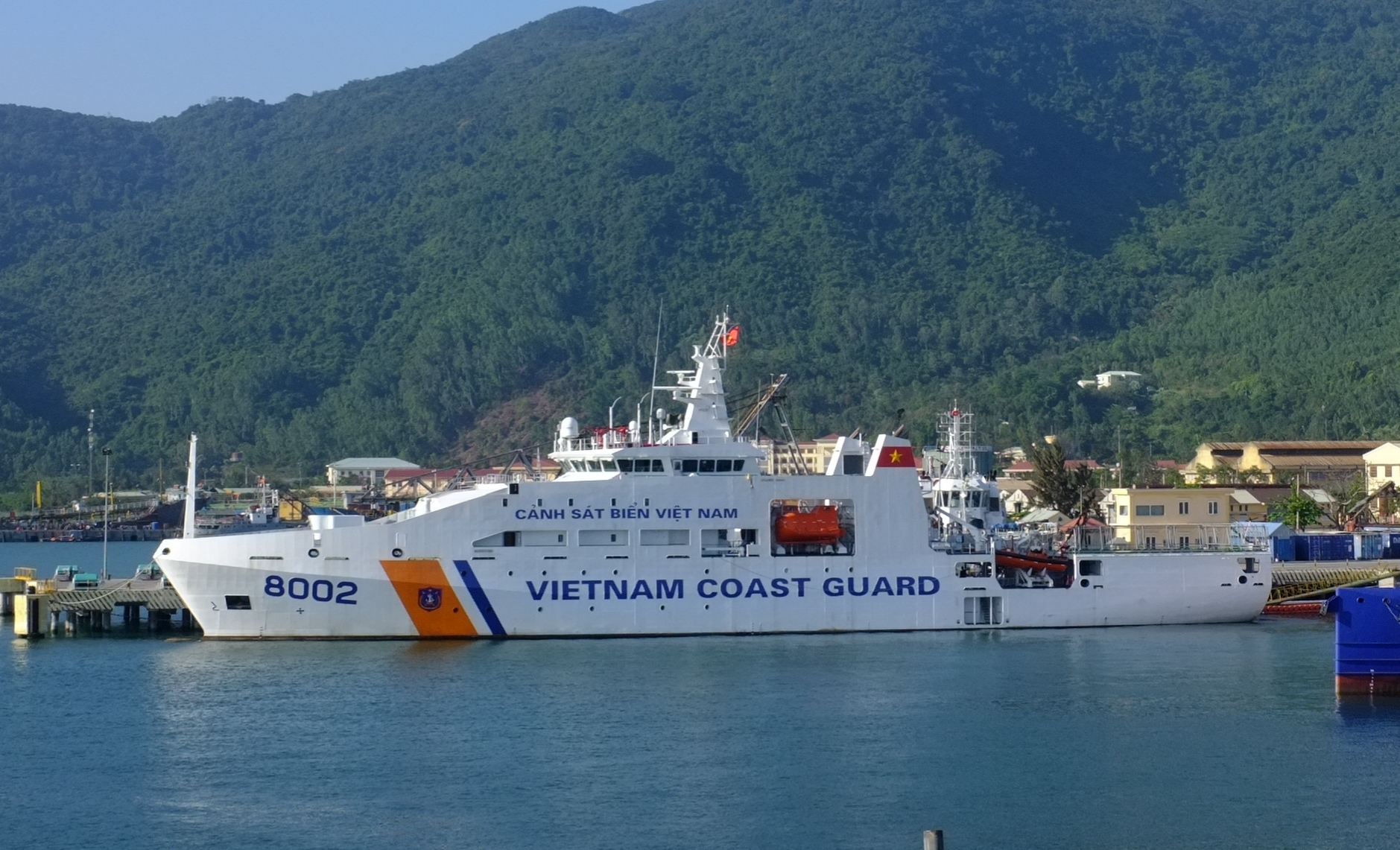
Guardia Costera de Vietnam

Vietnam no se enfrenta actualmente a ninguna amenaza exterior. Por ello, el gobierno ha reducido el número de tropas y el gasto en defensa en los últimos años. Se estima que Vietnam gastó algo menos del 2,3 % de su producción económica, o 5.100 millones de dólares, en sus fuerzas armadas en 2017. No obstante, el ejército vietnamita se encuentra entre los más poderosos y eficaces de la región. El ejército también es fuerte a nivel interno, con muchos oficiales militares de alto rango ocupando puestos influyentes en la dirección del partido y del Estado. Cuenta con un fuerte apoyo popular tras los conflictos militares con Francia, Estados Unidos y China. Vietnam ocupó el puesto 16 de 155 países en el Índice de Militarización Global (GMI) en 2018. Según la clasificación de Global Firepower (2018), el país se encuentra entre las 20 potencias militares más fuertes del mundo.
Además del ejército regular, existen unidades paramilitares de reserva cuya dotación se estima entre 4 y 5 millones de efectivos. Entre ellas se encuentran las Fuerzas de Autodefensa y la Milicia Popular.

## Organización territorial

Mapa político de la República Socialista de Vietnam.

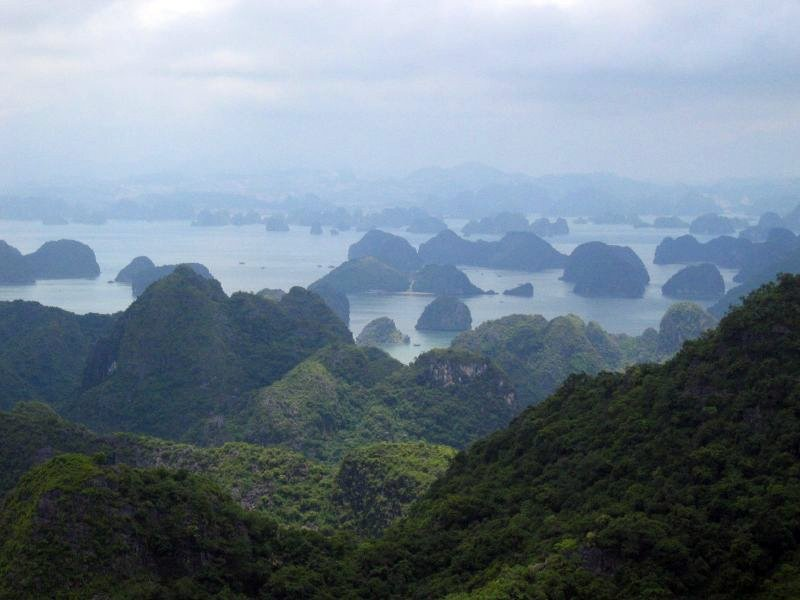
Bahía de Ha Long, vista desde el parque nacional de Cat Ba.

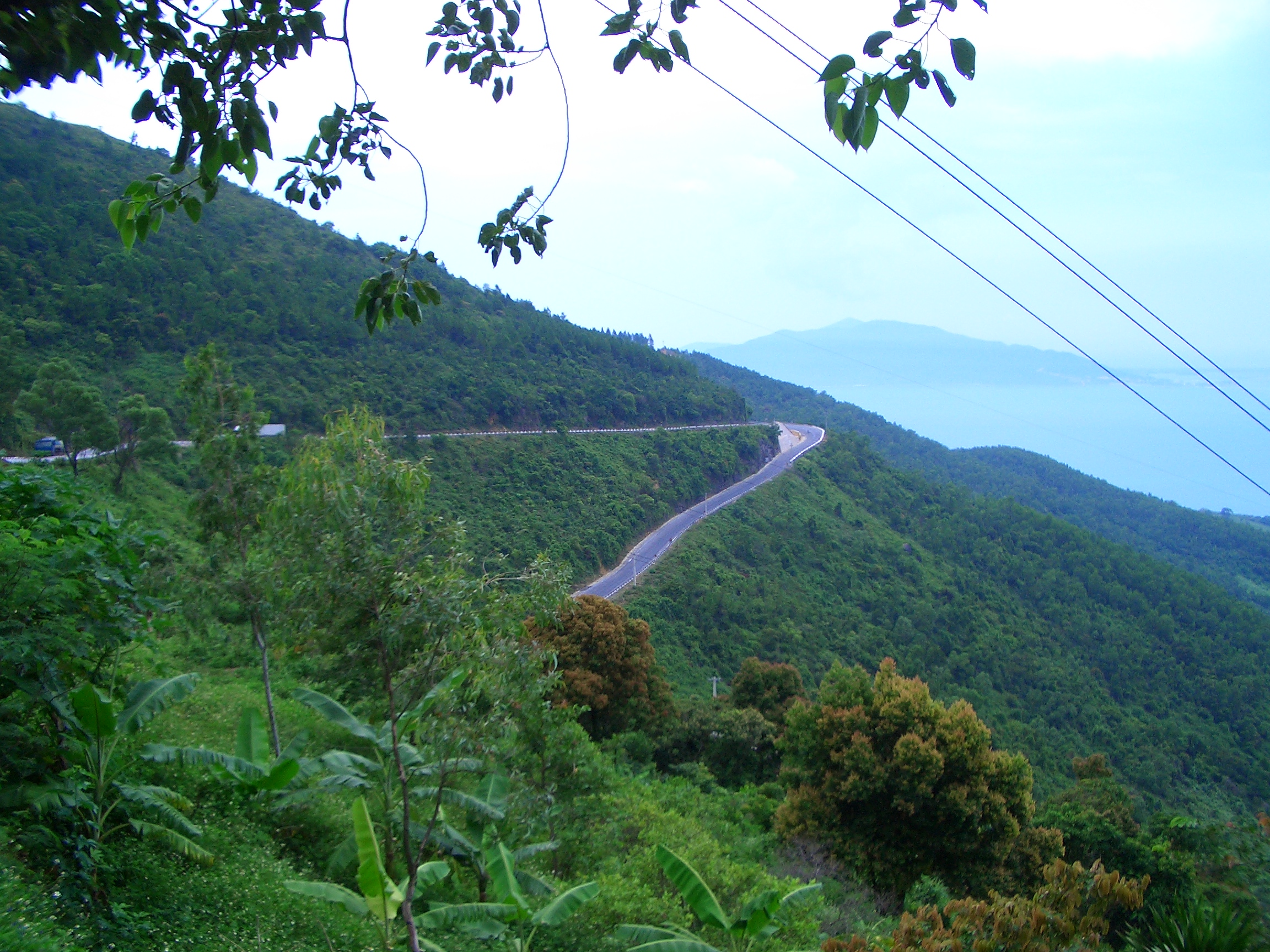
Carretera nacional 1 a su paso por el puerto de montaña Hai Van.

Vietnam está dividido en 58 provincias (llamadas «tỉnh» en vietnamita). También existen 5 municipalidades, controladas centralmente, en el mismo nivel que las provincias («thành phố trực thuộc trung ương»). Las provincias se dividen en distritos («huyện»), ciudades de provincia («thành phố trực thuộc tỉnh») y ciudades («thị xã»), que a su vez se subdividen en ciudades («thị trấn») o municipios («xã»). Las municipalidades controladas centralmente se dividen en distritos rurales («huyện») y distritos urbanos («quận»), que a su vez se subdividen en salas («phường»).

### Provincias de Vietnam
La unidad administrativa de nivel superior más poblada en Vietnam es Ciudad Hồ Chí Minh, una de las cinco municipalidades. Cuenta con más de cinco millones de personas que viven en sus límites oficiales. La segunda unidad administrativa más poblada, y la provincia más poblada, es Thanh Hóa, con más de tres millones y medio de personas. La menos poblada es Lai Châu, una provincia montañosa en el remoto noroeste.
En términos de superficie, la más grande es la provincia de Nghe An, que se extiende desde la ciudad de Vinh hasta el amplio valle Song Ca. La más pequeña es Bắc Ninh, ubicada en el populoso delta del río Rojo.
La siguiente es una tabla de las provincias de Vietnam desglosadas por población y área. Los municipios están escritos en negrita.
| Provincia/municipio | Capital       | Superficie (en km²) | Población  | Densidad (/km²) |          |          |          |         |    |
| ------------------- | ------------- | ------------------- | ---------- | --------------- | -------- | -------- | -------- | ------- | -- |
| Provincia/municipio | Capital       | Superficie (en km²) | Población  | Densidad (/km²) | Cao Bằng | Cao Bằng | 6 700.39 | 573 119 | 85 |
| Lạng Sơn            | Lạng Sơn      | 8 310.18            | 881 384    | 106             |          |          |          |         |    |
| Phú Thọ             | Việt Trì      | 9 361.38            | 4 022 638  | 429             |          |          |          |         |    |
| Quảng Ninh          | Hạ Long       | 6 207.95            | 1 497 477  | 241             |          |          |          |         |    |
| Thái Nguyên         | Thái Nguyên   | 8 375.21            | 1 799 489  | 214             |          |          |          |         |    |
| Tuyên Quang         | Tuyên Quang   | 13 795.50           | 1 865 270  | 135             |          |          |          |         |    |
| Lào Cai             | Lào Cai       | 13 256.92           | 1 778 785  | 134             |          |          |          |         |    |
| Điện Biên           | Điện Biên Phủ | 9 539.93            | 673 091    | 70              |          |          |          |         |    |
| Lai Châu            | Lai Châu      | 9 068.73            | 512 601    | 56              |          |          |          |         |    |
| Sơn La              | Sơn La        | 14 108.89           | 1 404 587  | 99              |          |          |          |         |    |
| Bắc Ninh            | Bắc Ninh      | 3 194.72            | 3 619 433  | 1 132           |          |          |          |         |    |
| Hưng Yên            | Hưng Yên      | 2 514.81            | 3 567 943  | 1 418           |          |          |          |         |    |
| Ninh Bình           | Hoa Lư        | 3 942.62            | 4 412 464  | 1 119           |          |          |          |         |    |
| Hanoi               | Hoàn Kiếm     | 3 359.84            | 8 807 523  | 2 621           |          |          |          |         |    |
| Haiphong            | Hồng Bàng     | 3 194.72            | 4 664 124  | 1 459           |          |          |          |         |    |
| Hà Tĩnh             | Hà Tĩnh       | 5 994.45            | 1 622 901  | 270             |          |          |          |         |    |
| Nghệ An             | Trường Vinh   | 16 486.50           | 3 831 694  | 232             |          |          |          |         |    |
| Quảng Trị           | Đông Hà       | 12 700              | 1 870 845  | 147             |          |          |          |         |    |
| Thanh Hóa           | Thanh Hóa     | 11 114.71           | 4 324 783  | 389             |          |          |          |         |    |
| Huế                 | Thuận Hóa     | 4 947.11            | 1 432 986  | 289             |          |          |          |         |    |
| Đắk Lắk             | Buôn Ma Thuột | 18 096.40           | 3 346 853  | 184             |          |          |          |         |    |
| Gia Lai             | Pleiku        | 21 576.93           | 3 583 693  | 166             |          |          |          |         |    |
| Lâm Đồng            | Đà Lạt        | 24 233.07           | 3 872 999  | 159             |          |          |          |         |    |
| Khánh Hòa           | Nha Trang     | 8 555.86            | 2 243 554  | 262             |          |          |          |         |    |
| Quảng Ngãi          | Quảng Ngãi    | 14 832.55           | 2 161 755  | 145             |          |          |          |         |    |
| Da Nang             | Hải Châu      | 11 859.59           | 3 065 628  | 258             |          |          |          |         |    |
| Đồng Nai            | Biên Hòa      | 12 737.18           | 4 491 408  | 352             |          |          |          |         |    |
| Tây Ninh            | Tây Ninh      | 8 536.44            | 3 254 170  | 381             |          |          |          |         |    |
| Ciudad Ho Chi Minh  | Saigón        | 6 772.59            | 14 002 598 | 2 067           |          |          |          |         |    |
| An Giang            | Long Xuyên    | 9 888.91            | 4 952 238  | 500             |          |          |          |         |    |
| Cà Mau              | Cà Mau        | 7 942.39            | 2 606 672  | 328             |          |          |          |         |    |
| Đồng Tháp           | Cao Lãnh      | 5 938.64            | 4 370 046  | 735             |          |          |          |         |    |
| Vĩnh Long           | Vĩnh Long     | 6 296.20            | 4 257 581  | 676             |          |          |          |         |    |
| Cần Thơ             | Ninh Kiều     | 6 360.83            | 4 199 824  | 660             |          |          |          |         |    |

## Geografía
Tiene una extensión de unos 331 210 km² (ligeramente más pequeño que Alemania). El sistema topográfico consiste en colinas y montañas densamente pobladas de árboles, cubriendo un 20 % del territorio. Un 40 % del territorio es montañoso y los bosques ocupan un 75 %. La montaña de Fan Si Pan es la más alta de Vietnam (3143 m). El país tiene dos llanuras principales: La del delta del Río Rojo (Sông Hồng, en el norte) de 15 000 km² y la del delta del Río Cuu Long (Sông Cửu Long - Mekong, en el sur) de 40 000 km². El clima es tropical y monzónico; la humedad es de un 84 % en promedio durante el año. La precipitación anual varía entre 1200 y 3000 mm, y las temperaturas oscilan entre 5 °C y 37 °C.
Vietnam está situada en el este de la Península Indochina y al sureste de Asia, en una zona totalmente tropical. Al este y al sur de Vietnam están el Mar Oriental y el Pacífico (con más de 3000 km de costas); limita con China al norte y con Laos y Camboya al oeste. El país tiene la forma de la letra S, ancho en el norte (600 km) y en el sur (400 km) y muy estrecho en el centro (50 km - provincia Quang Binh). La distancia entre dos extremos puntos del norte y del sur es de 1650 km. Fronteras territoriales: Total: 4639 km. Países colindantes: Camboya (1228 km), China (1281 km), Laos (2130 km).
Según la organización no gubernamental Germanwatch, Vietnam ocupa el quinto lugar en la lista de países más vulnerables a Cambio climático.

Panorama de la Bahía de Ha-Long, declarada Patrimonio de la Humanidad por la Unesco en 1994.

### Flora y fauna

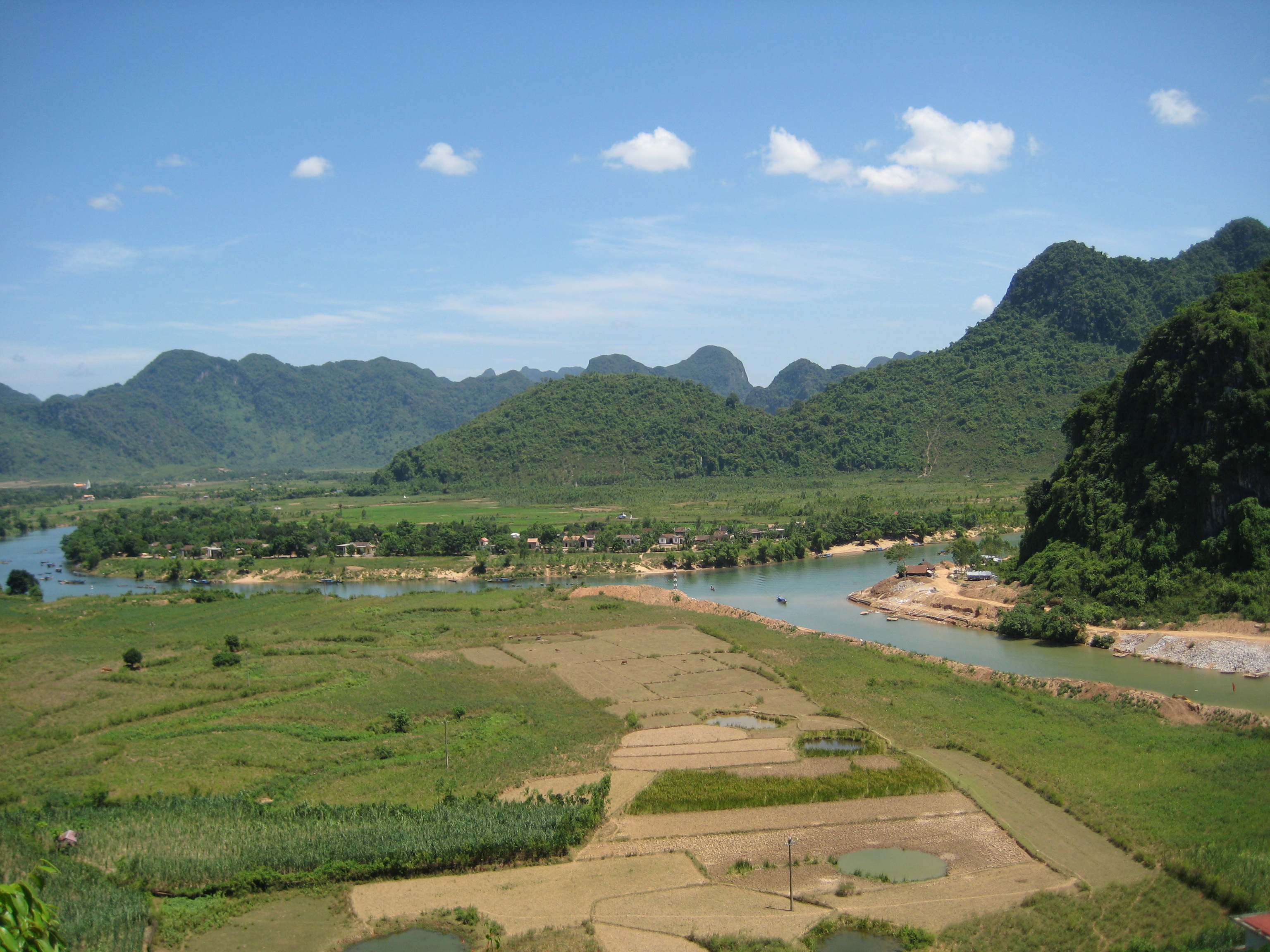
Parque nacional Phong Nha-Kẻ Bàng.

En Vietnam la biodiversidad es única. Todo el país aparece cubierto de vegetación, en tanto que los bosques ocupan un 30 % del territorio nacional. En la selva monzónica encontramos pinos, bambúes, plantas de grandes hojas y cultivos. Los manglares rodean los ramales de los deltas.
En la selva pluvial tropical habitan los grandes mamíferos del Sudeste Asiático como elefantes, osos, ciervos, tigres, panteras (leopardos); una gran variedad de monos, liebres, ardillas, nutrias; aves (más de 700 especies); reptiles (como el cocodrilo poroso y siamés, la pitón y los lagartos); y unas 450 especies de peces de agua dulce.

### Biodiversidad

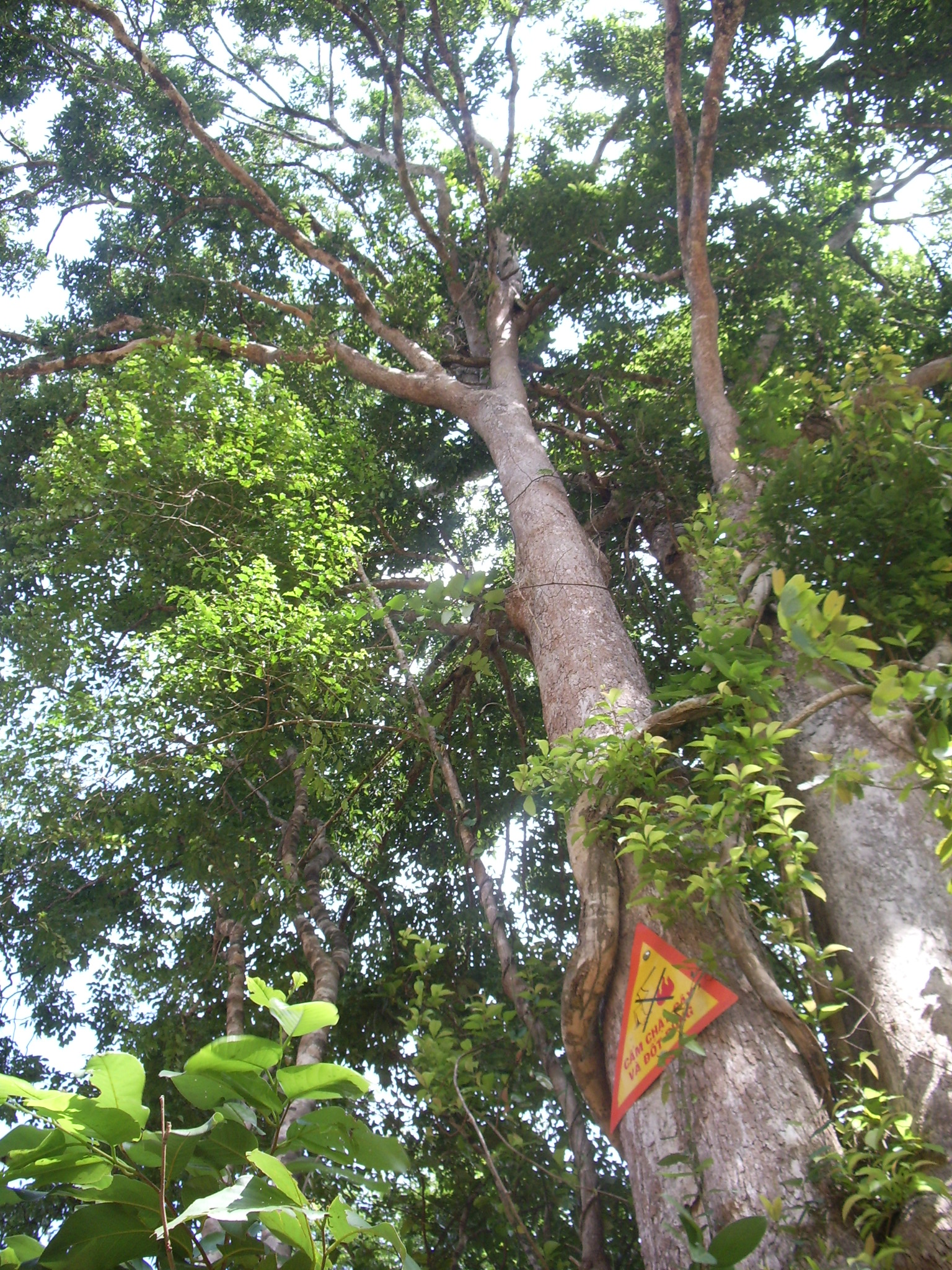
Un ecosistema en Bình Châu-Phước Bửu zona protegida natural.

Vietnam se encuentra en la ecozona Indomalaya, según la WWF. En diversidad de especies, Vietnam es uno de los 25 países de alto nivel de biodiversidad. Está en puesto número 16.
El país alberga casi 16 000 especies de plantas, el 10 % son endémicas. También alberga unas 237 especies de mamíferos (33 % son endémicos), 260 especies de reptiles, 120 especies de anfibios, 840 especies de aves (entre el 11 y el 12 % son endémicas), 1438 especies de microalgas (9,6 % del total de las especies de microalgas en el mundo), 794 especies de invertebrados acuáticos y 2458 especies de peces marinos.
En 2004 había unas 126 áreas de conservación, incluidos 28 parques nacionales, que formaban unas 1,2 millones de hectáreas de suelo protegido.
Entre la fauna de Vietnam encontramos:
- Elefante asiático: Habita en grandes áreas boscosas grandes a lo largo del país.

- Muntiaco gigante: Especie nueva de cérvido descubierta en 1996 en el parque nacional de Vũ Quang.

- Dole: Especie de cánido, se desconoce su distribución en Vietnam. Se desconoce su distribución a nivel nacional, el Museo Estadounidense de Historia Natural estima su área de distribución en las montañas del norte, centro y sur del país.

Se sabe que con seguridad habita en el parque nacional Phong Nha-Ke Bang, pues a finales de febrero de 2008 los directores del Centro Científico del parque informaron que habían aparecido huellas de dole en diversos sectores del parque.
- Pseudoryx nghetinhensis o saola: Descubierto en 1992. Es una especie de bóvido que habita únicamente en un área de 500 000 ha cubiertas de bosques, junto a la frontera con Laos.

- Cervus eldii o ciervo tamín: Identificado en el oeste del país en el año 2000, no se tenía constancia de su existencia desde 1986.

- Tigre de Indochina: Unos 200 individuos habitan en las montañas boscosas del país, amenazados de extinción. Están a salvo en unas 100 áreas protegidas.

- Cissa chinensis o cuervo verde: Pequeña ave colorida que habita en los bosques al este del río Mekong.

- Megalaima franklinii: Pequeña ave que habita en el sur del país.

- Crótalo oriental: Especie de serpiente venenosa, un raro habitante de los bosques del noroeste del país.

Durante la guerra de Vietnam, el 20 % de las selvas del país y 10 millones de hectáreas de arrozal fueron rociadas por el agente naranja. Vietnam prohibió los herbicidas que contengan glifosato en 2019.
Después de que China decidiera dejar de ser el «cubo de basura del mundo» importando residuos plásticos de países occidentales, las importaciones de residuos plásticos en Vietnam se duplicaron en 2018.

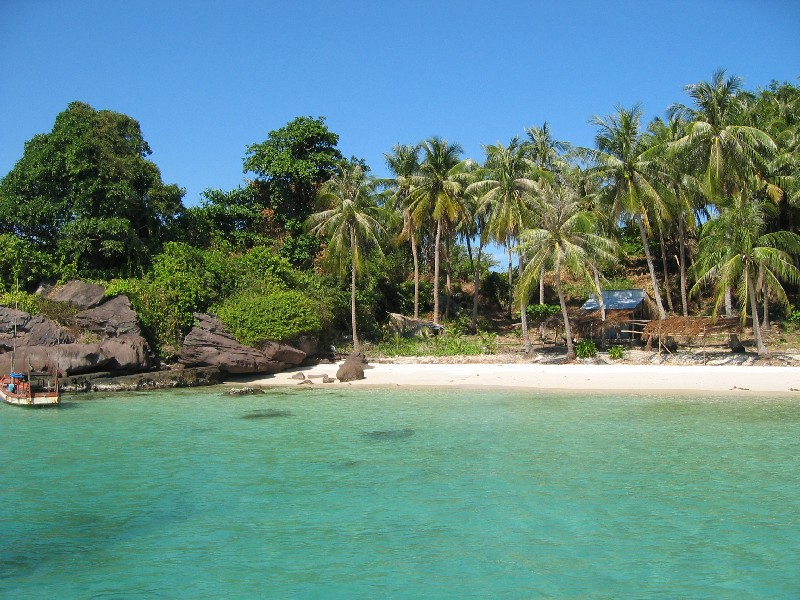
Playa en Phu Quoc, Vietnam

En 2016, el descubrimiento de miles de peces muertos en la costa de Hué, debido al vertido de la acería de Formosa, provocó una ola de manifestaciones en todo el país. El gobierno, que había concedido cláusulas muy ventajosas a la empresa taiwanesa, se ha comprometido a castigar severamente a los responsables de este desastre ambiental.

### Clima

Mapa climático de Vietnam

El norte de Vietnam tiene un clima subtropical, mientras que las regiones central y meridional tienen climas tropicales. El clima vietnamita es tropical en el sur y subtropical en el norte, con monzones; la humedad rara vez baja del 85 % en las llanuras. En las regiones montañosas (Dalat, Sapa), el clima es más seco y los inviernos pueden ser duros. Hay dos estaciones: la seca (de noviembre a abril en el sur y de febrero a agosto en el centro) y la húmeda (de mayo a octubre en el sur y de septiembre a enero en el centro).
Debido a las diferencias de latitud y a la variedad del terreno, el clima difiere considerablemente entre las regiones. Durante la estación seca, que corresponde al invierno septentrional, es decir, entre noviembre y abril, los vientos monzónicos llegan del noreste a lo largo de la costa china y a través del golfo de Tonkín, donde recogen mucha humedad. Por tanto, la estación seca sólo lo es en comparación con la lluviosa.

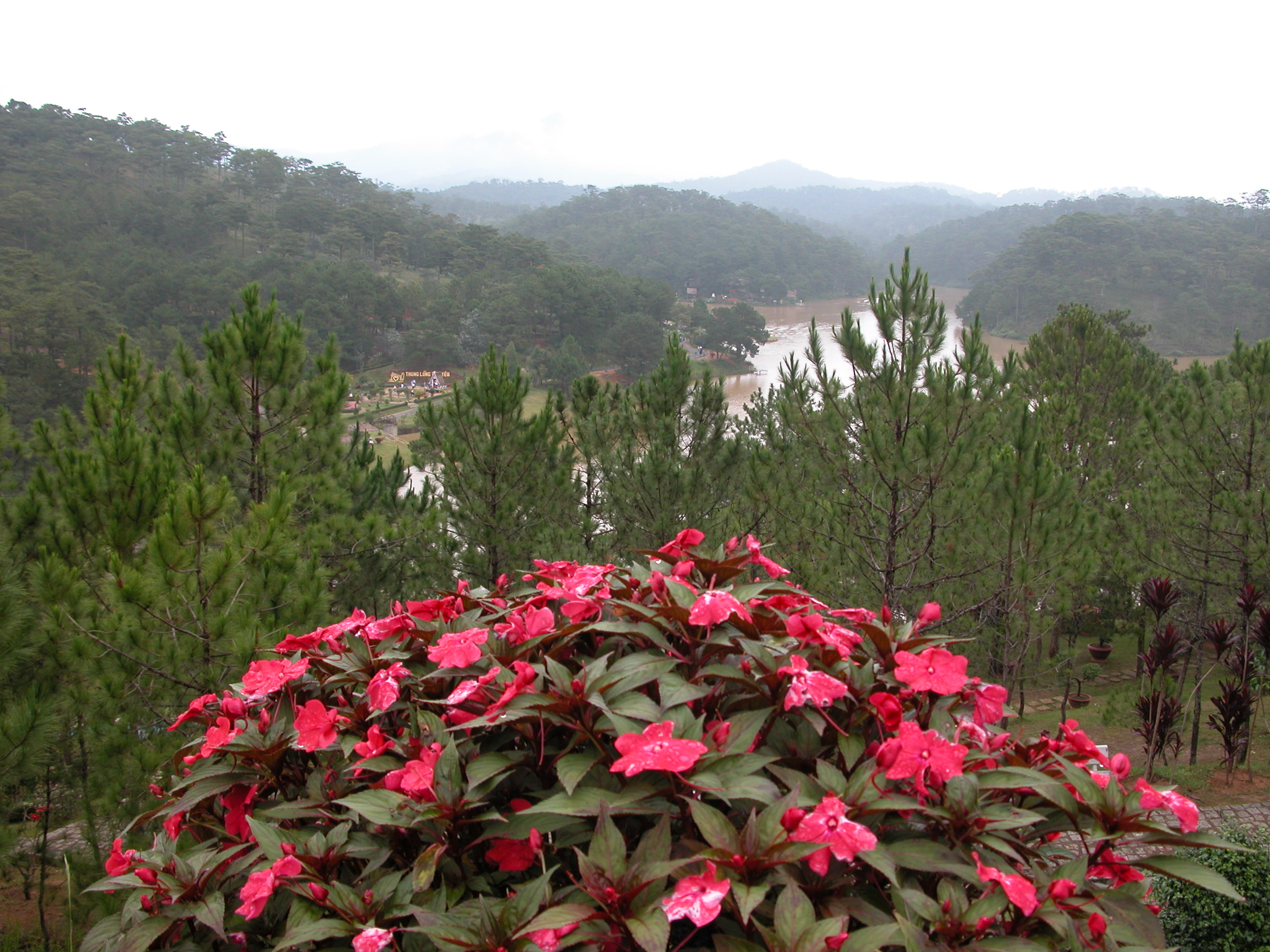
Valle del Amor en Vietnam

Durante la estación lluviosa, que corresponde al verano boreal, el aire caliente del desierto de Gobi asciende y la humedad de los océanos es absorbida por toda Asia. Entonces caen fuertes lluvias sobre Vietnam. Las precipitaciones oscilan entre intensas en algunas zonas y torrenciales en otras, y oscilan entre 1.200 y 3.000 mm. Casi el 90 % de las precipitaciones se producen durante esta estación. Son habituales precipitaciones de 200-300 mm en 24 horas. Durante la temporada de tifones, de septiembre a diciembre, pueden producirse precipitaciones de 1000 mm en 24 horas.
Por ejemplo, a principios de noviembre de 2017, el tifón Damrey (en) azotó el país con inundaciones y vientos de más de 130 km/h. Durante varios días, solo se pudo viajar en barco por el casco antiguo de Hoi An, declarado Patrimonio de la Humanidad por la UNESCO. Hacía 20 años que Vietnam no sufría un tifón tan devastador. El aumento de la intensidad de los ciclones podría explicarse por el efecto invernadero. Esta tormenta tropical azotó la zona centro-sur de Vietnam, que suele librarse de este tipo de catástrofes naturales. Una tormenta del mismo nombre ya había azotado el país en septiembre de 2005. La temperatura media suele ser más alta en las llanuras que en las montañas y mesetas. Varía de 5 °C en diciembre y enero a más de 37 °C en abril. Las estaciones son más marcadas en la mitad norte de Vietnam que en el sur, donde la temperatura varía casi exclusivamente entre 21 °C y 28 °C.

### Geología y topología

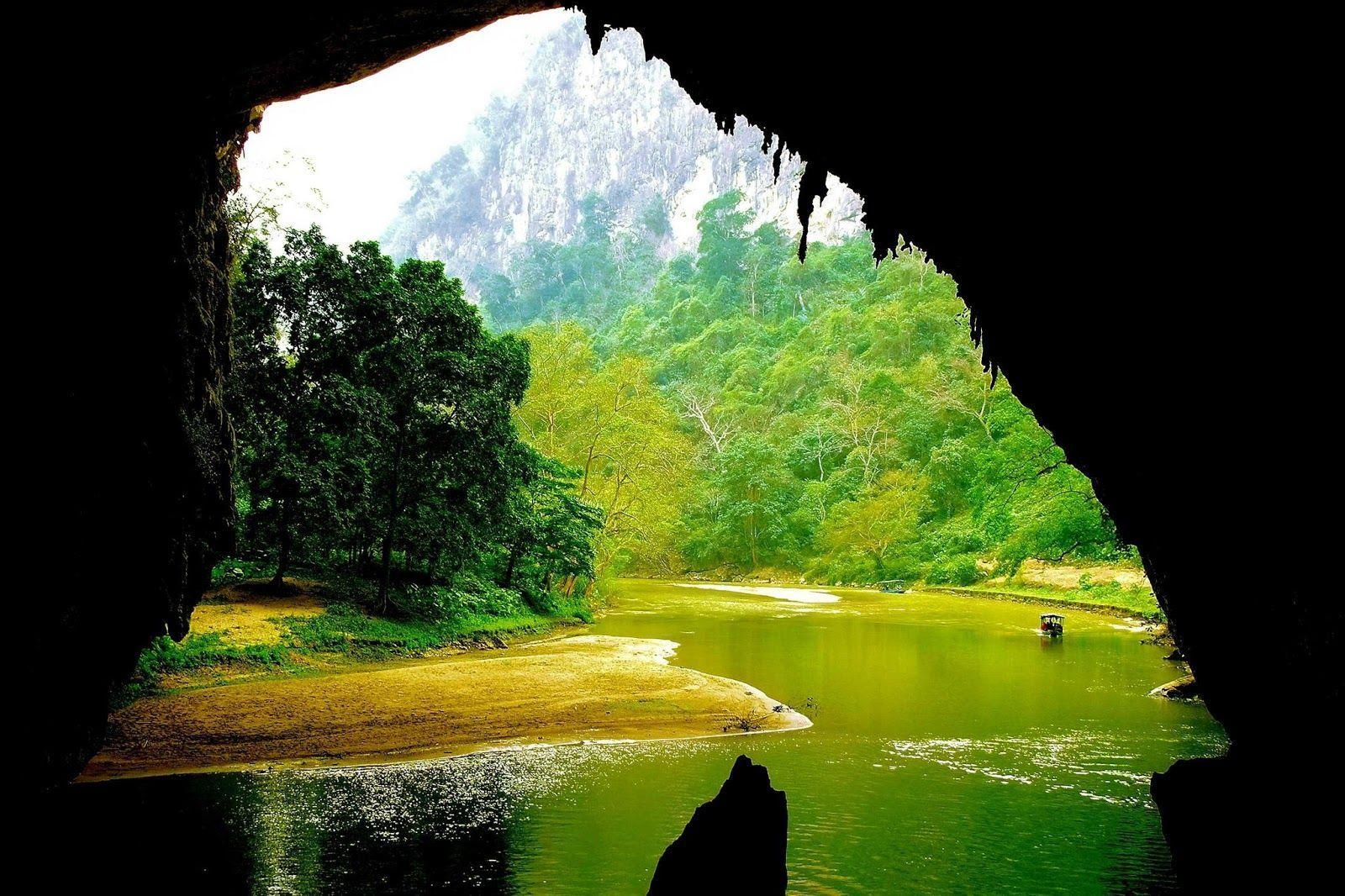
Cueva de Hua Ma

La mayor parte del territorio de Vietnam es accidentado, sobre todo en el sur, y de alta montaña, principalmente en el norte, que culmina en Phan Xi Păng (3.143 m), cerca de Sa Pa. Los montes Truong Son (cordillera Annamtic), que forman las tierras altas del suroeste, discurren a lo largo de las fronteras de Laos y Camboya. Enormes rocas salpican las laderas de las cordilleras costeras graníticas cerca de Nha Trang y el paso de Hai Van, cerca de Da Nang.
El subsuelo vietnamita es rico en estaño, zinc, plata, piedras preciosas y carbón. Mientras que la parte occidental de las tierras altas, cerca de Buôn Ma Thuột y Pleiku, es famosa por su suelo volcánico rojo extremadamente fértil, en la plataforma continental se encuentran petróleo y gas natural. Sin embargo, las formaciones kársticas del norte son los accidentes geográficos más emblemáticos del país, especialmente los paisajes de la bahía de Along, la bahía de Bai Tu Long, los alrededores de Ninh Binh y la región de Phong Nha. En las bahías de Hạ Long y Bai Tu Long, la enorme meseta de piedra caliza se ha hundido gradualmente en el mar y ahora se alzan los antiguos picos.

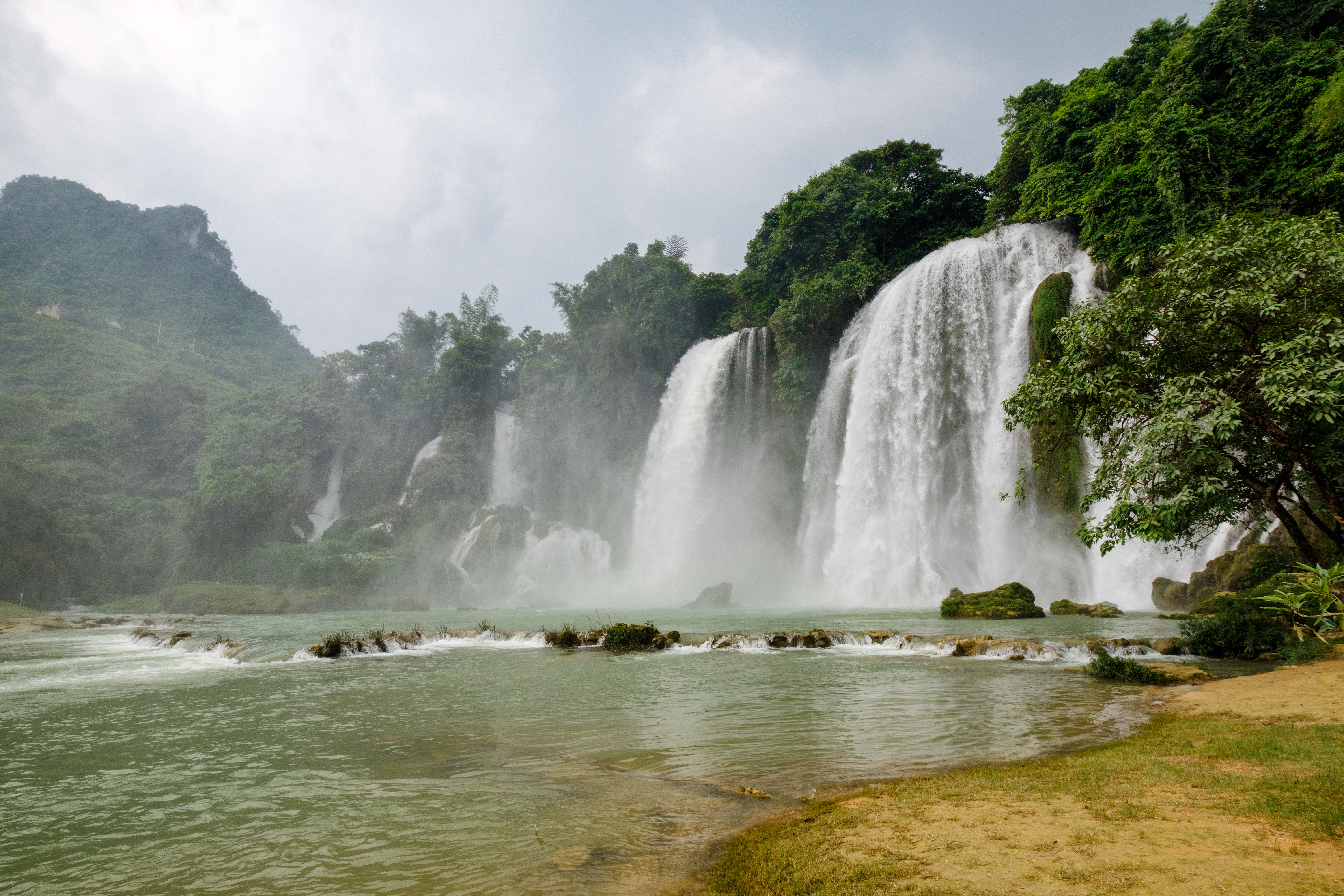
Vietnam posee numerosas cascadas

### Hidrografía
La red hidrográfica de Vietnam se organiza principalmente en torno a dos grandes ríos, el Río Rojo y el Mekong. En el norte, el río Rojo fluye a lo largo de 510 km. Su aportación aluvial es de 80 millones de metros cúbicos. Sus principales afluentes son el río Negro (543 km) y el río Claro (277 km).
Este grupo de ríos confluye en la provincia de Phú Thọ y luego se divide en seis brazos en el golfo de Tonkín. La región costera está formada por llanuras aluviales, lagunas y deltas. Al sur, el Mekong, de 4.220 km de longitud, 220 de ellos en Vietnam, nace en el Tíbet. Su delta avanza cada año entre 60 y 100 m sobre el mar de China Meridional. Alimenta una red muy densa de canales en Vietnam.

## Economía

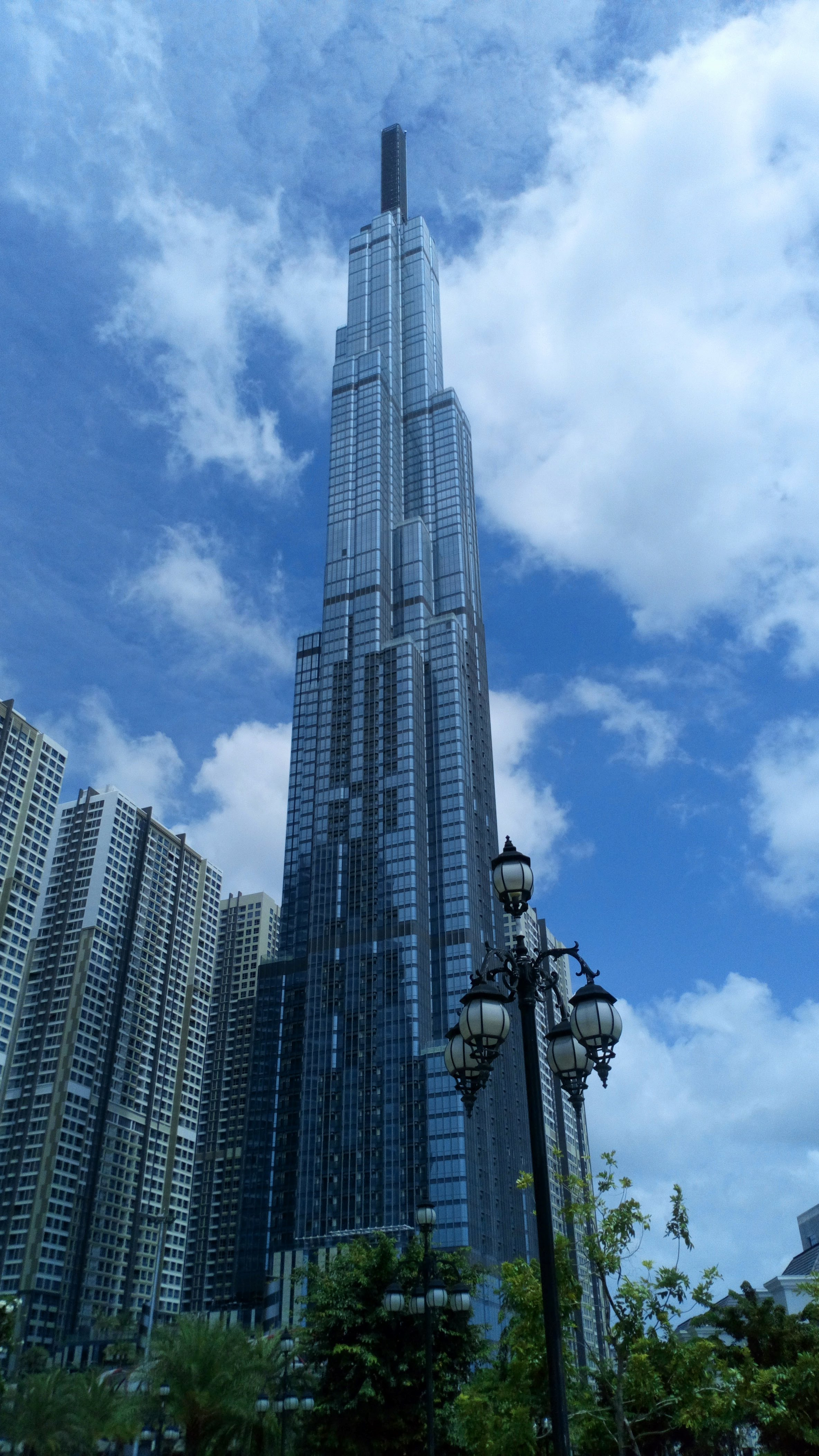
El Landmark 81, en la Ciudad Ho Chi Minh, es el edificio más alto de Vietnam.

En 1976, el Congreso del Partido Comunista de Vietnam decidió centrarse en el desarrollo prioritario de la agricultura y la industria ligera, con el objetivo de alcanzar rápidamente la autosuficiencia alimentaria. En 1979, sin embargo, la gravedad de la crisis alimentaria seguía siendo evidente. En el Norte, a finales de la década de 1970, la tierra se dividió entre once mil cooperativas y unos pocos cientos de granjas estatales. La producción es colectiva e intensiva y se conoce con un alto grado de precisión. El Estado recauda una parte en especie en forma de impuesto, que se entrega a las tiendas y compra otra parte. El resto es propiedad de los cooperadores, que pueden venderlo si lo desean, así como lo que producen en sus parcelas individuales. En el Sur, en cambio, la economía de mercado sigue siendo dominante.
En 1986, durante el Sexto Congreso del Partido Comunista, se abandonó formalmente la programación económica marxista y se comenzaron a introducir elementos de mercado como parte de un amplio paquete de reformas económicas llamadas Doi Moi («Renovación»). Estados Unidos puso fin al embargo en 1994. En muchas maneras, esto siguió el modelo chino y obtuvo resultados similares. Por un lado, Vietnam logró un crecimiento del PIB de un 8 % anual entre 1990 y 1997 y continuó siendo alrededor de un 7 % durante los años de 2000 al 2002, convirtiéndose así en la segunda economía de mayor crecimiento en el mundo. Simultáneamente, las inversiones y los ahorros se multiplicaron.[cita requerida]
En 2007 la tasa de desempleo estaba en un 4,3 %, situándose en término medio. Despidos por falta de trabajo en el sector estatal y empresas de capital extranjero combinados con los efectos del cese de funciones de elementos en la milicia, empeoraron la situación de desempleo. Sin embargo Vietnam fue en 2008 uno de los países con menor porcentaje de población desempleada. Este conjunto de datos nos permiten deducir que Vietnam puede pasar a ser un país desarrollado en poco tiempo. En 2007 la economía creció un 8,5 %, lo que colocó a Vietnam como una de las economías de mayor crecimiento del mundo.[cita requerida]
La pobreza se ha reducido bastante y se encuentra en menos de un 15 %, la población en situación de pobreza extrema se sitúa en un escaso 2 % y es mucho menor que la de otros países de la zona. Según informes FMI, el desempleo en Vietnam se mantuvo en 4,46 % durante 2012.
El país se enfrenta al problema de especulación. Como la tierra es escasa, muchos inversores consideran más rentable no llevar a cabo los proyectos prometidos a las autoridades, o llevar a cabo solo una parte de ellos, y revender la tierra dividida en parcelas.
Según el Índice mundial de innovación, a cargo de la Organización Mundial de la Propiedad Intelectual, en 2024, Vietnam se ubicó en el lugar 44 en innovación entre 133 países del mundo; mientras que en 2023, ocupó el lugar 46 y en 2022, el lugar 48.

### Producto interior bruto

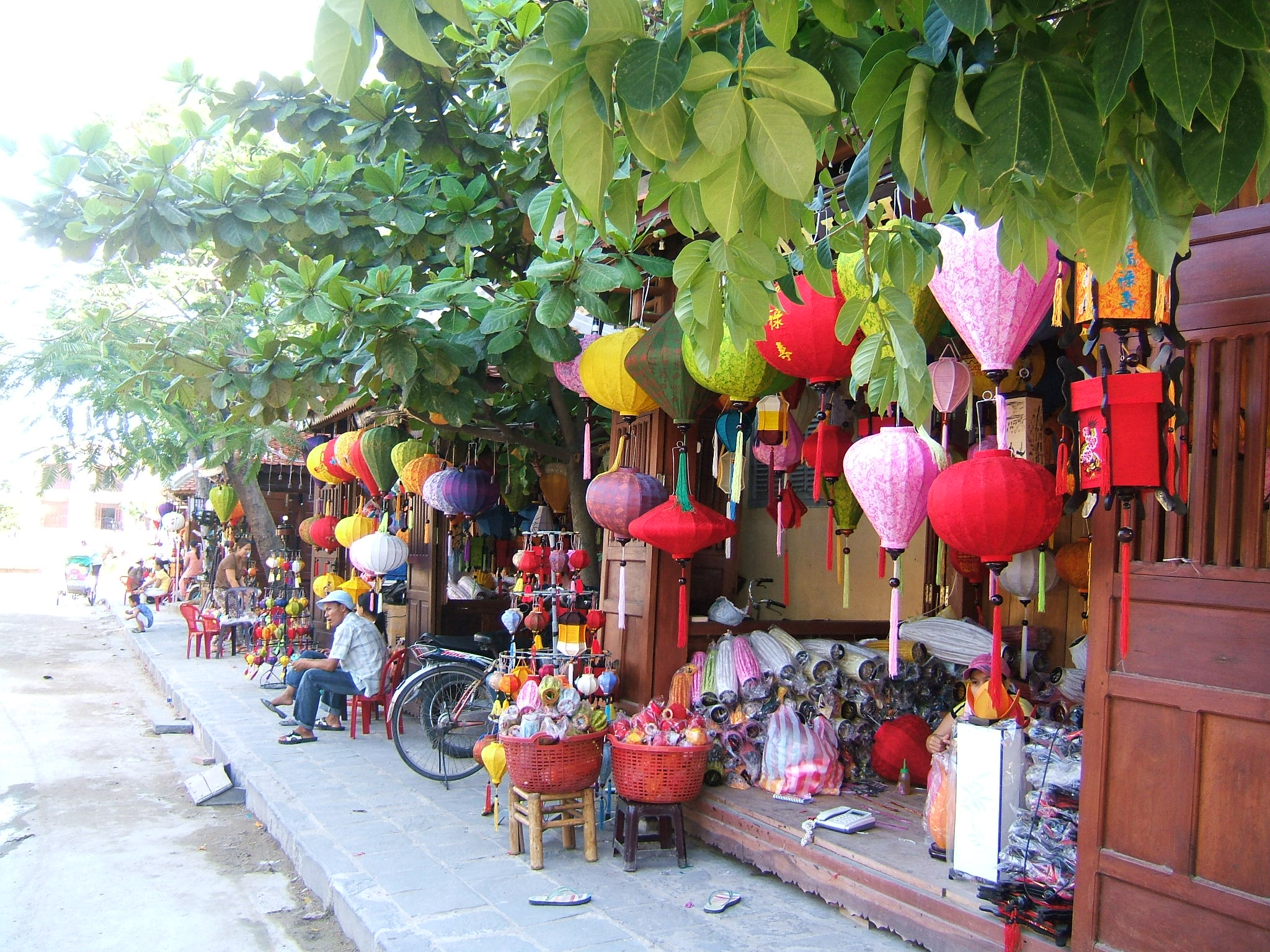
Linternas de papel a la venta en una calle de Hội An.

Vietnam ha ido superando su situación de pobreza y convirtiéndose en uno de los países con más rápido crecimiento económico, con un PIB PPA de 648.243 millones de USD (est. 2017). Esto significa unos US$ 6.925 per cápita, mucho más de los US$ 2.700 del año 2004. El crecimiento impresionante se debe principalmente a un punto de partida muy bajo.
El poder adquisitivo del público ha aumentado notoriamente. La razón radica en los altos precios de las propiedades. En Hanói, la capital, los precios de los inmuebles pueden ser tan altos como en Tokio o Nueva York.

### Agricultura
Hasta hace pocos años, Vietnam era un país casi exclusivamente agrícola. En la actualidad, la agricultura sigue empleando al 40 % de la mano de obra vietnamita, pero este sector ya sólo representa el 15 % del PIB. En 2007, se registró un crecimiento del 3,4 %, a pesar de las numerosas catástrofes naturales.
El cultivo del café, introducido en Vietnam por las autoridades coloniales francesas en 1857, se ha desarrollado rápidamente en los últimos 25 años, pasando de una superficie cultivada de 22.000 hectáreas en 1980 a medio millón de hectáreas en la actualidad. Vietnam se ha convertido así en el segundo productor mundial de café, por detrás de Brasil. El detonante de este desarrollo fue la RDA. Debido al aumento constante de los precios del café verde en los años 80 y a la inmensa necesidad que tenía la República Democrática Alemana de este producto, se buscó una salida al problema de tener que gastar valiosas divisas en café.

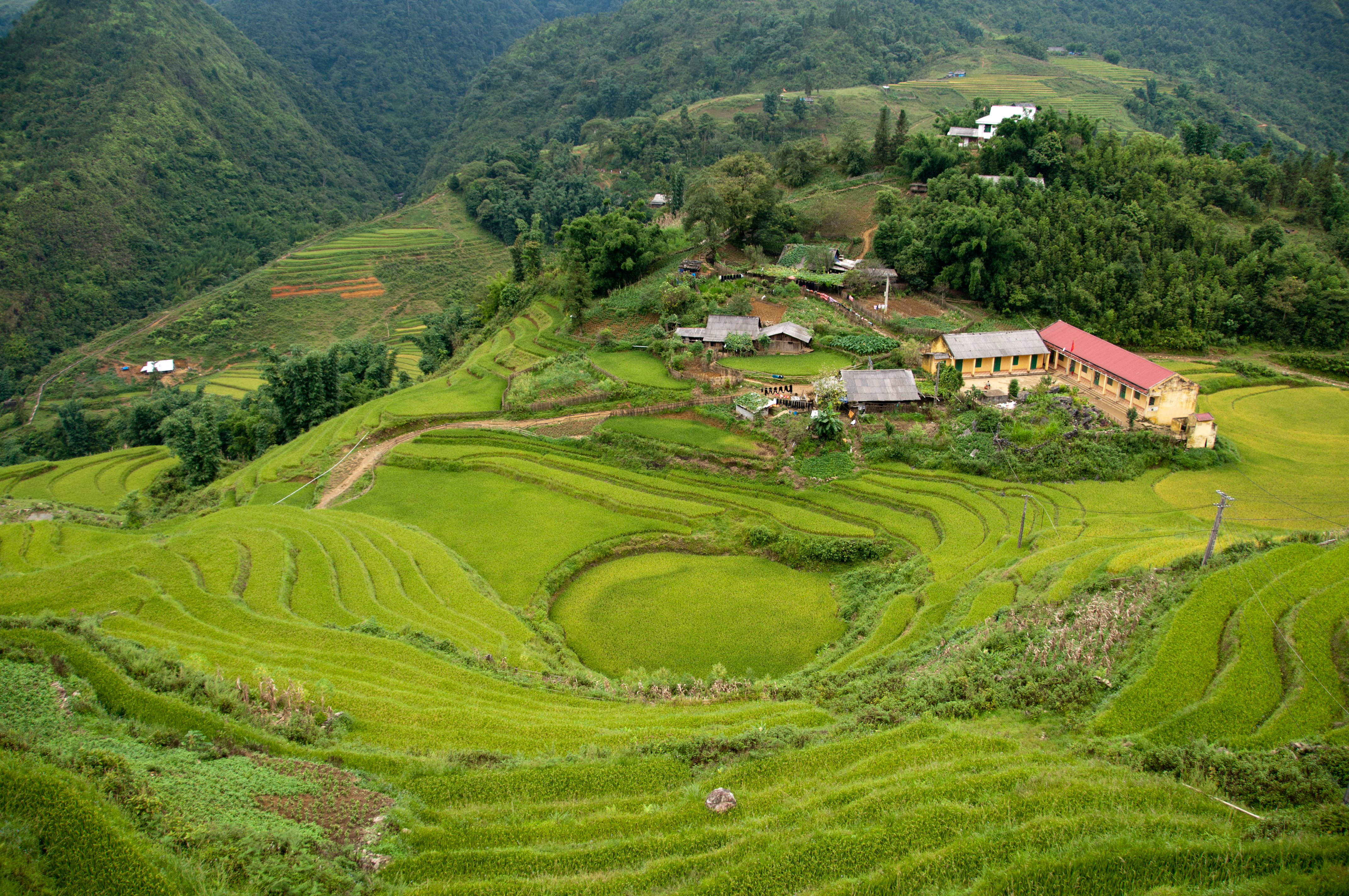
Campos agrícolas en terrazas, Sa Pa, Vietnam

El entonces país aliado socialista Vietnam ofrecía buenas condiciones climáticas para el cultivo de café de una calidad que ahora también es apta para el mercado mundial. Uno de los centros del cultivo del café vietnamita es la provincia de Đắk Lắk, en las tierras altas del sur (altitud media de 600 m).
Vietnam es el quinto mayor productor de arroz (en 2016) En los últimos años, Vietnam se ha convertido en el cuarto mayor productor de pescado. La mayor parte de la producción anual, de 6,4 millones de toneladas (2016), procede ya de la pesca de piscifactoría y no de la tradicional.

### Materias primas y energía
Vietnam tenía unas reservas conocidas de petróleo de unos 600 millones de toneladas (o 4400 millones de barriles) a finales de 2017. En 2017, se produjeron unos 335.000 barriles y se consumieron 486.000 barriles diarios. La producción de petróleo se ha estancado en los últimos 10 años, mientras que el consumo ha aumentado considerablemente (en 2007, el consumo diario era de 283.000 barriles). Vietnam cuenta con una refinería, la de Dung Quất, y se está construyendo una segunda. La capacidad de refino en 2017 fue de 167.000 barriles diarios.
Vietnam sigue teniendo grandes yacimientos de carbón antracita (reservas de 3.116 millones de toneladas y gas natural, así como de antimonio, bauxita, cromo, oro, hierro, fosfatos, wolframio, estaño y zinc.

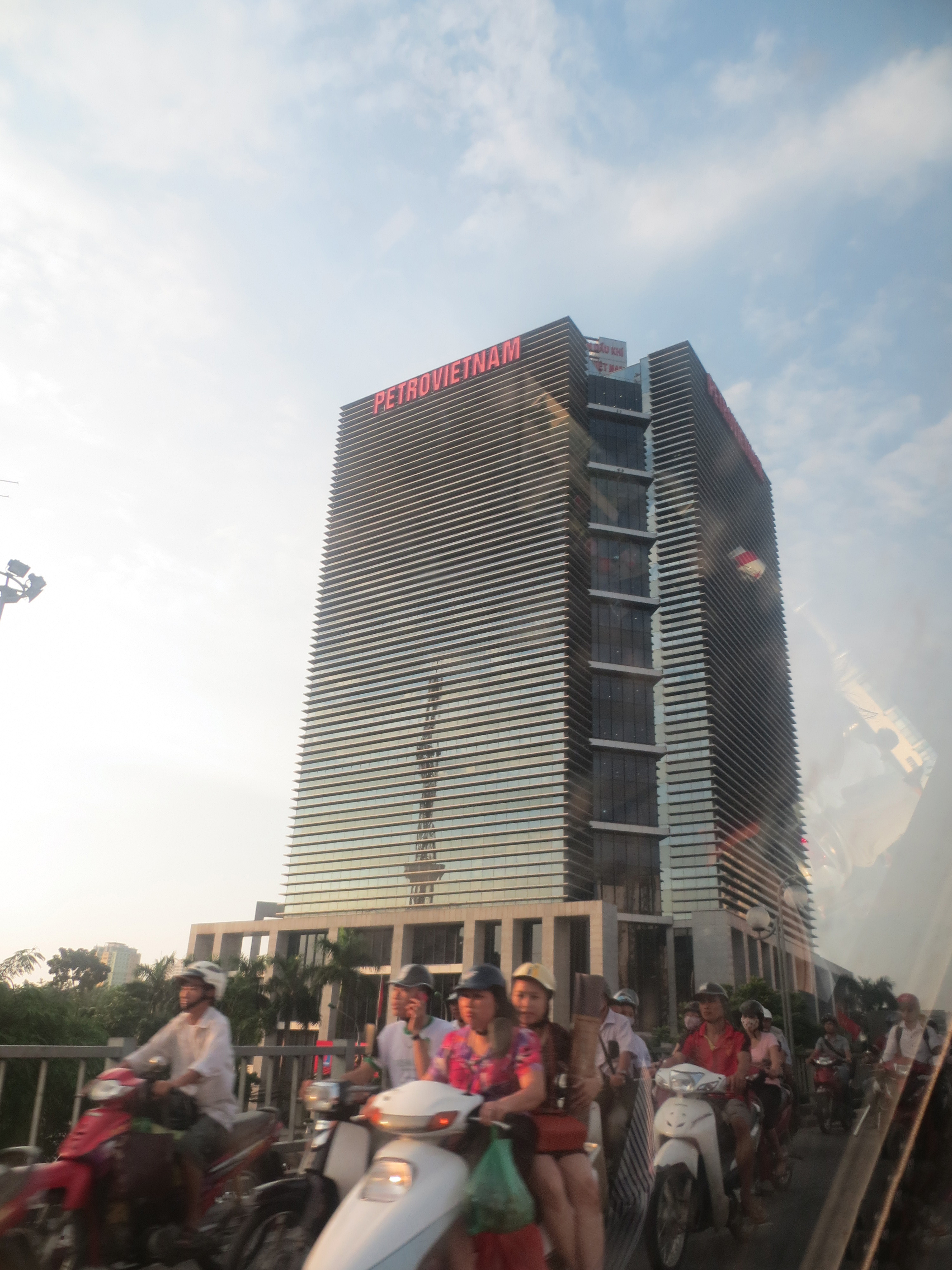
La sede de PetroVietnam.

En 2014, Vietnam fue el decimotercer productor mundial de carbón, con 41 millones de toneladas.
En 2017, se generaron en Vietnam 190.300 millones de kilovatios-hora de energía eléctrica, una cifra superior a los 51.300 millones de kWh de 2005 y a los 14.300 millones de 1995. La energía hidroeléctrica representó 70.200 millones de kWh (37 %), el carbón 74.300 millones de kWh (39 %) y el gas natural 44.400 millones de kWh (23 %). En noviembre de 2016 se abandonaron los planes para construir una central nuclear en la provincia de Ninh Thuận.

### Estructura económica

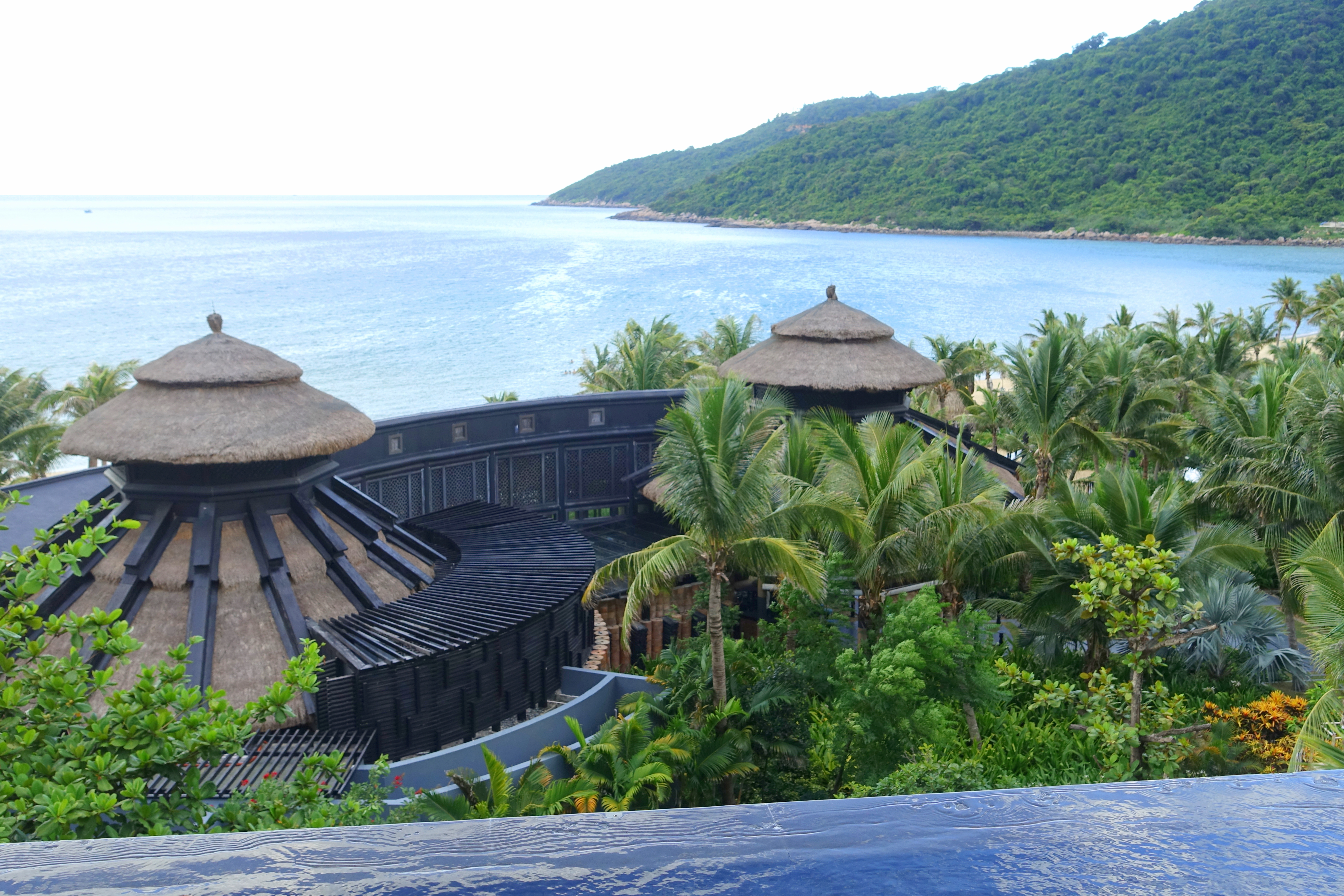
Un complejo turístico en Da Nang Vietnam

Antes de la Đổi mới, las empresas privadas estaban prohibidas o eran insignificantes, dependiendo del sector de la economía. Sólo las empresas familiares eran legales. Algún tiempo después del inicio de las reformas, en 2002, el sector privado representaba alrededor del 40 % del PIB, con una cuota especialmente alta en la agricultura y alrededor de un tercio en la producción industrial.
La crisis asiática de 1998 también golpeó duramente a Vietnam y, entretanto, el crecimiento económico (2001: alrededor del 5 %) y el interés de los inversores extranjeros habían disminuido notablemente. El Gobierno se vio obligado a aplicar una serie de reformas para que la economía pudiera seguir creciendo con fuerza. Esto incluía, sobre todo, una reforma del sistema jurídico, ya que la inseguridad jurídica disuadía a muchos inversores potenciales. Asimismo, la cuestión de la propiedad de la tierra no se resolvió del todo y la imposibilidad de convertir terrenos agrícolas en industriales ha hecho que los precios del suelo industrial superen en ocasiones a los de Japón.
Las empresas estatales son un problema para la economía vietnamita: En su mayoría no son rentables, no son competitivas a nivel internacional y tienen una gran cantidad de préstamos que probablemente no puedan devolver, lo que supone una amenaza para todo el sistema bancario. Varias empresas estatales ya se han fusionado con otras o han cerrado. Sin embargo, el proceso es bastante lento debido al impacto social (desempleo).[cita requerida]
La economía se caracteriza por una fuerte diferencia entre el norte y el sur, siendo la economía del sur bastante más dinámica que la del norte. Esto suele justificarse por el hecho de que la situación estratégica del sur es mejor y que allí la Đổi mới -debido a la menor experiencia pasada con los mecanismos de mercado- ha surtido efecto más rápidamente que en el norte.
La inflación, que fue un grave problema en los años 80, está ahora bajo control. Lo que queda como recuerdo de la inflación son los precios de aspecto astronómico con muchos ceros. Hay billetes de 500 a 500.000 dong y ahora también monedas de 500 dong. Un euro vale unos 25.000 dong (2017), por lo que el billete más grande apenas llega a los 20 euros, así que es normal tener que lidiar con fajos para grandes cantidades y bolsas de billetes en tiendas y bancos a la hora de ajustar cuentas.
La tasa de desempleo fue solo del 2,2 % en 2017, pero muchas relaciones laborales son informales y el subempleo es habitual. En 2017, el 40,3 % de la población activa total trabajaba en la agricultura, el 25,7 % en la industria y el 34 % en los servicios. El número total de personas empleadas se estima en 54,8 millones en 2017.

### Turismo
En los últimos años el turismo en el sudeste asiático ha tenido un gran crecimiento y Vietnam también se ha visto beneficiado del auge de los países asiáticos como destinaciones turísticas.
En Vietnam podemos distinguir tres zonas turísticas principales:
- La zona del norte donde está la capital, Hanói. En esta zona hay dos puntos de interés muy destacados para el turismo que son la bahía de Halong y la región de Sa Pa.
- El centro del país, donde hay dos importantes ciudades: Da Nang y Hué. También está Nha Trang, con unas playas que atraen a los turistas que buscan relax.
- El sur de Vietnam, con la frenética ciudad de Ho Chi Minh (antigua Saigón) y la desembocadura del río Mekong, con su famoso delta.

Cada una de estas zonas dispone de aeropuertos internacionales que conectan con numerosas ciudades de todo el mundo. Los tres principales aeropuertos de Vietnam son: el aeropuerto internacional Noi Bai de Hanói (HAN), el aeropuerto internacional Tan Son Nhat de Ho Chi Minh (SGN) y el aeropuerto internacional de Da Nang (DAD).
Existen infinidad de rutas para conocer Vietnam, lo más habitual es empezar por Hanói, su capital, y seguir hacia el sur para terminar el viaje en Ho Chi Minh.

## Demografía

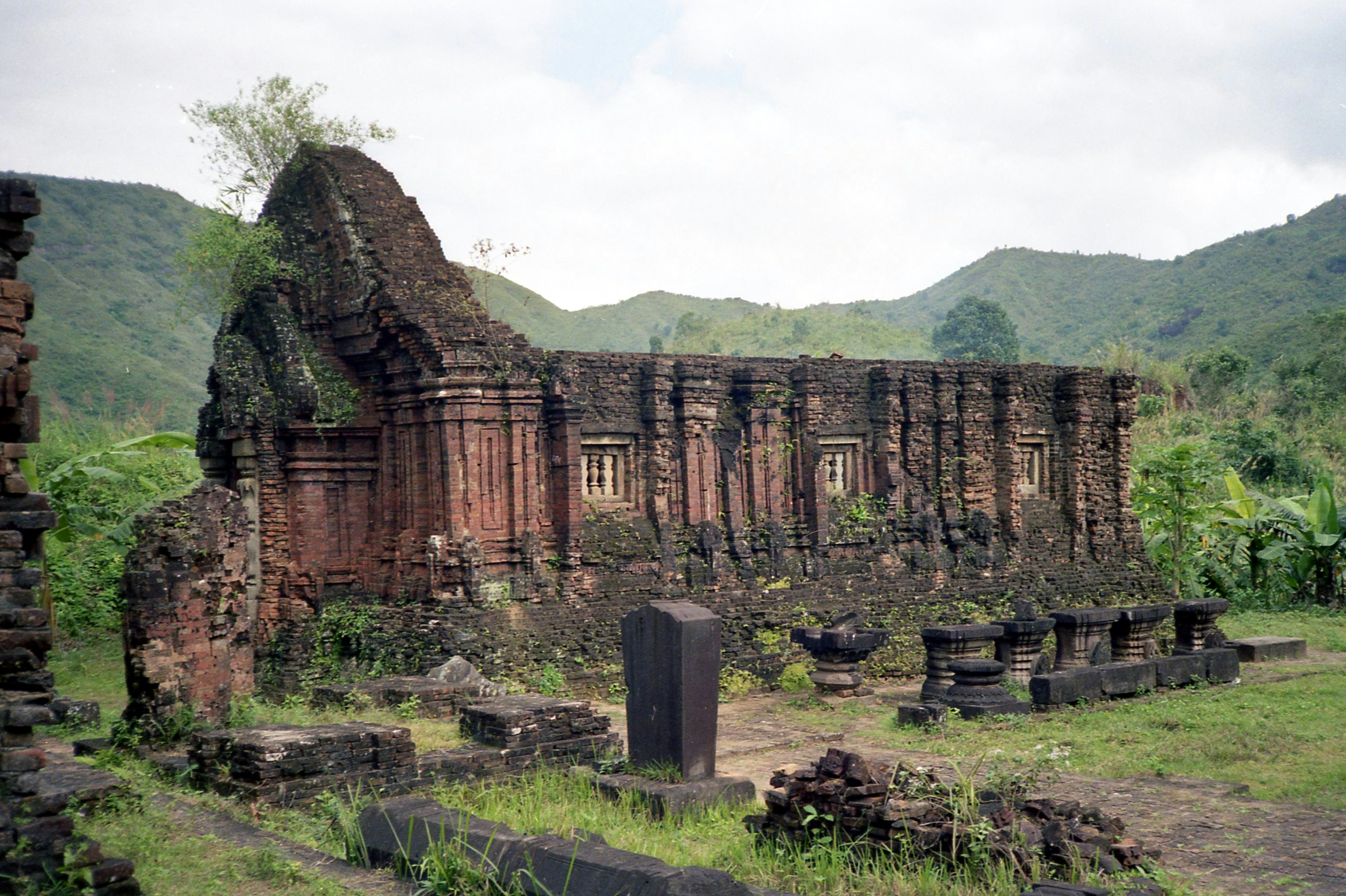
Templo de Champa en My Son.

Al año 2019, Vietnam tenía una población de 96 208 984 habitantes; la densidad de población ese mismo año fue de 290 hab/km². El idioma oficial es el vietnamita, pero también son comunes el chino, el francés, el inglés (que se encuentra en expansión) y numerosas lenguas de las tribus de las montañas. La esperanza de vida es de 72 años, el 94,3 % de la población está alfabetizada y el promedio de hijos por mujer es de 1,89, uno de los más bajos del Sudeste Asiático.
Desde 1990 la tasa de natalidad se ha venido reduciendo, situándose actualmente en un 16,47 nacimientos por cada 1000 habitantes. La tasa de mortalidad se sitúa en un escaso 6,18 %, no obstante la tasa de mortalidad infantil se dispara hasta un 23,61/1000. La tasa neta de emigración es negativa, un -0,39 emigrantes/1000. La tasa de crecimiento poblacional es de 0,99 %. Se estima que el ritmo de crecimiento de la población será nulo antes del año 2020.
La etnia Kinh representa el 85,3 % de la población y es el principal habitante de las ciudades y de las tierras llanas, dejando al resto de los grupos el predominio de las áreas montañosas.
El cincuenta por ciento de quienes viven en el país tienen menos de veinticinco años y la edad media de la población es de 26,9 años.

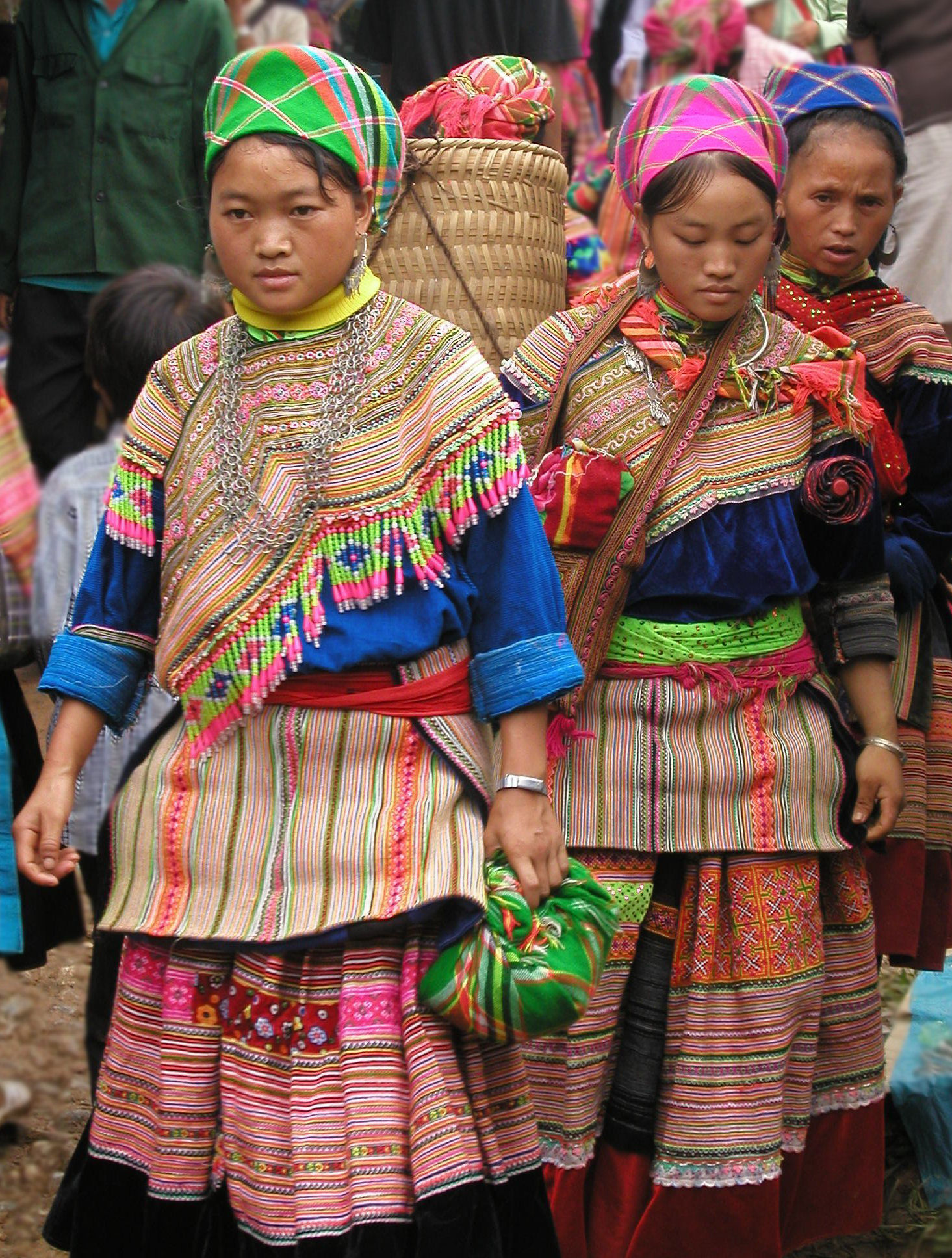
Mujeres de etnia Hmong con traje tradicional en Sa Pa, al norte del país.

### Menores de edad
En cuanto a los niños y jóvenes, el Fondo de Naciones Unidas para la Infancia, Unicef, afirma que «en las pasadas tres décadas las oportunidades de los niños vietnamitas de sobrevivir y convertirse en adultos saludables ha mejorado significativamente, gracias al enorme progreso de la vacunación contra enfermedades prevenibles y a una mejor nutrición».
El número de niños que van a la escuela se ha duplicado desde 1977, lo que ha dado por resultado que la tasa de alfabetización de las mujeres haya aumentado del 72 por ciento en que se encontraba en 1972 hasta el actual 90 por ciento.
Vietnam ha logrado un impresionante crecimiento económico y progreso social en los últimos años, pero la brecha entre ricos y pobres es cada vez mayor. Todavía hay cerca de 4,3 millones de niños que viven en circunstancias especiales, son vulnerables a la pobreza extrema, son víctimas de la trata de personas, secuestro, abuso, violencia o lesiones, o están en conflicto con la ley.
Para revertir esta situación el Gobierno de Vietnam junto a UNICEF lanzaron en octubre de 2011 el primer Programa Nacional para la protección de la infancia, con el objetivo de reducir el porcentaje de niños con necesidades especiales y proporcionar asistencia, recuperación y rehabilitación del 80 por ciento de esos niños para este año. En líneas generales el Programa está orientado a contribuir a la creación de un ambiente sano y seguro para los niños, prevenir y proteger a los niños contra el abuso, la violencia y la explotación, reducir la tasa infantil con necesidades especiales y ayudar a los niños que pertenecen a minorías étnicas.

### Idiomas
El idioma oficial vietnamita se escribe en alfabeto latino con fonética portuguesa, algunas etnias tienen su propio dialecto. El francés, un legado del período colonial, es hablado como segunda lengua por algunos vietnamitas educados, especialmente por las generaciones anteriores. Vietnam es también un miembro de la Francofonía y la educación ha revivido un cierto interés por el aprendizaje del idioma. El inglés se usa como segunda lengua en el comercio y el turismo sobre todo con los extranjeros.

### Religión

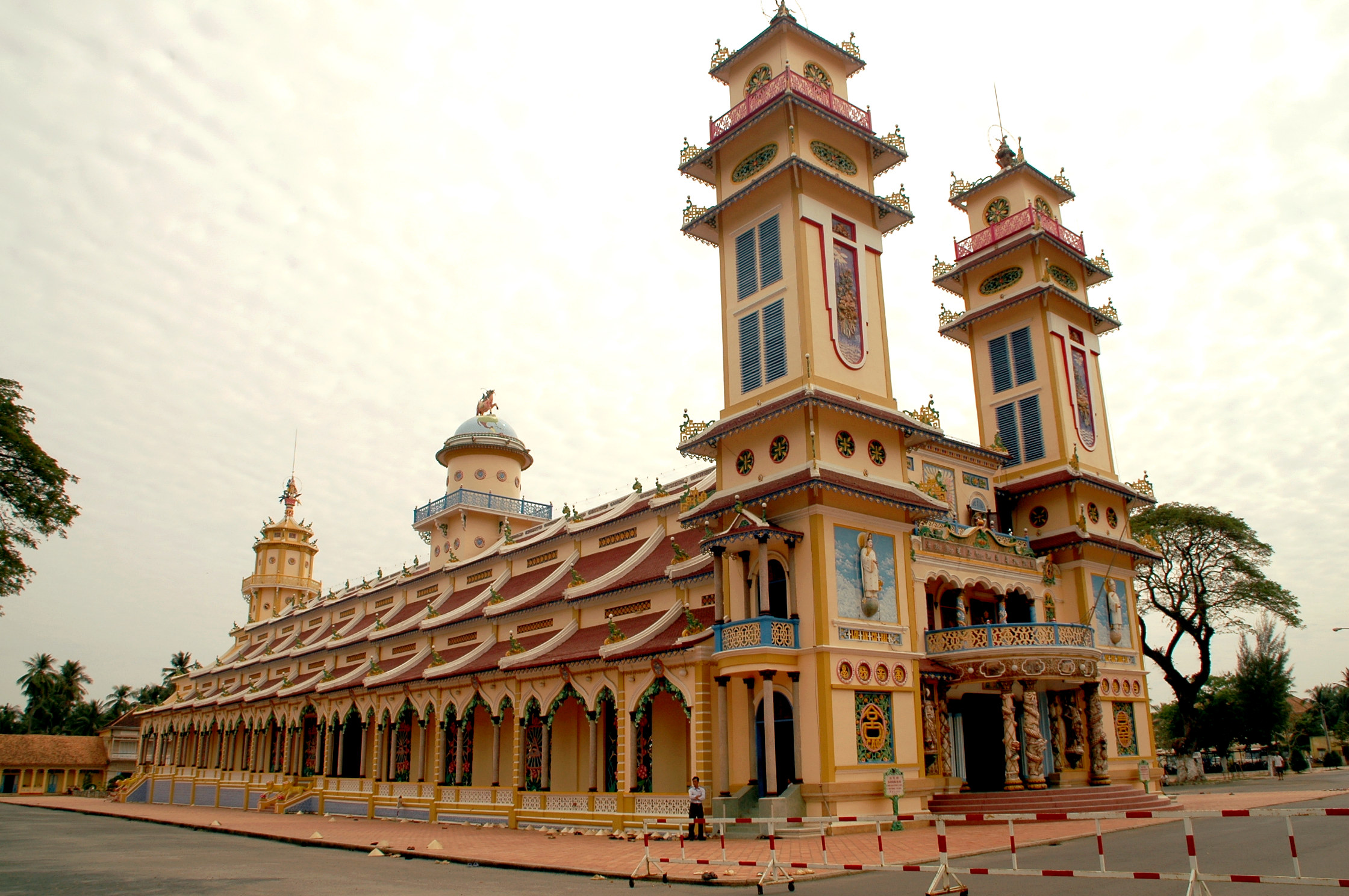
El templo principal de la religión sincrética Cao Đài en Tây Ninh.

El budismo mahayana es practicado por el 80 % de la población, aunque no muchos son budistas observantes, además hay un 2 % de adherentes del budismo theravada mayormente de la minoría jemer y un 2 % que sigue la secta budista heterodoxa Hoa Hao fundada recientemente. Además del budismo que fue introducido en el siglo II d. C., el confucianismo y el taoísmo chinos han tenido una fuerte influencia y arraigo en el país pero generalmente se les sigue conjuntamente con el budismo. El gobierno vietnamita permite la práctica del budismo pero mantiene un férreo control sobre las organizaciones budistas.
El 8 % de la población son cristianos, de ellos unos seis millones son católicos y alrededor de un millón protestantes. El catolicismo se introdujo en el siglo XVI y se popularizó bajo el dominio colonial francés. El protestantismo bajo diversas denominaciones ingresó posteriormente. Los católicos vietnamitas son vistos con recelo por el gobierno comunista y Vietnam no tiene relaciones con la Santa Sede, por lo que la Iglesia católica en Vietnam está bajo supervisión del Estado.

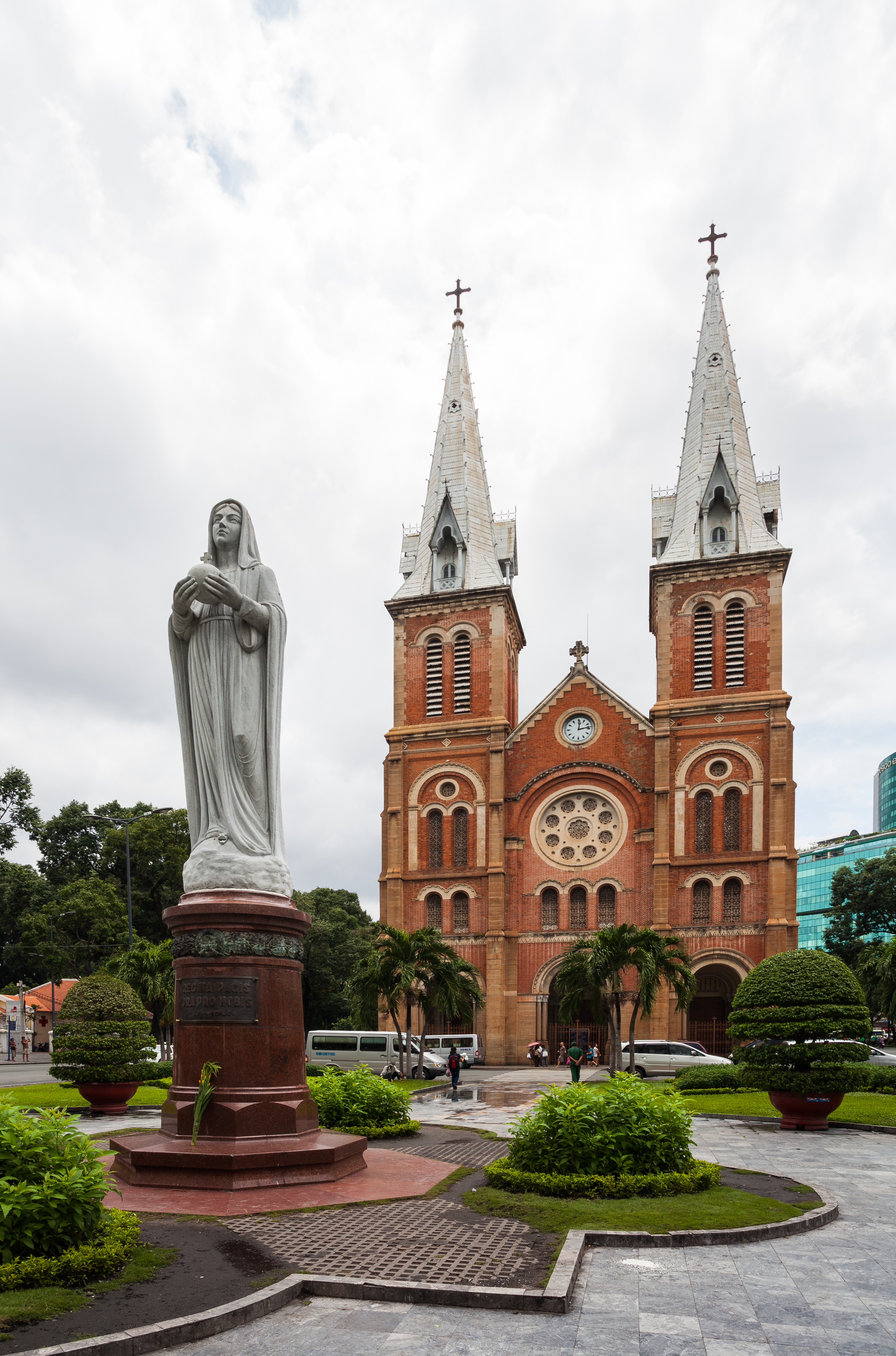
Basílica de Nuestra Señora, Ciudad Ho Chi Minh, Vietnam

Delegaciones oficiales del Vaticano acudieron a Vietnam en la década de 1990 para reunirse con las autoridades gubernamentales y visitar las diócesis. La visita del primer ministro Nguyễn Tấn Dũng al Papa Benedicto XVI en 2007 reforzó las esperanzas de una mayor apertura hacia una mayor libertad religiosa. La Constitución vietnamita establece, en general, la libertad de religión/creencia. Sin embargo, dado que las instituciones religiosas pueden suponer cierta competencia a la influencia del Estado sobre la población, las religiones y sus instituciones son tratadas con recelo por el Partido Comunista vietnamita y consideradas «reaccionarias».
En 2008, había unos seis millones de creyentes católicos en Vietnam, lo que lo convertía en la segunda comunidad católica más numerosa del Sudeste Asiático, después de Filipinas. Los católicos representaban alrededor del 7 % de la población total de Vietnam, de unos 83 millones de habitantes, lo que convertía a Vietnam en el cuarto país con mayor población católica de Asia. Hay 26 diócesis, incluidas tres archidiócesis.
El primer obispo vietnamita fue Jean-Baptiste Nguyễn Bá Tòng, consagrado obispo titular en 1933 y encargado de dirigir el Vicariato Apostólico de Phát Diêm dos años después. Nguyên Văn Thuân, que estuvo en prisión de 1975 a 1988, fue cardenal a partir de 2001. El cardenal Paul Joseph Phạm Đình Tụng estuvo bajo arresto domiciliario de 1963 a 1990; fue arzobispo de Hanói desde 1994 hasta su muerte en 2009.
El islam es practicado principalmente por la minoría étnica cham, también hay una minoría de seguidores del hinduismo entre los Cham. Además hay minorías de judíos, bahaíes, animistas y religiones autóctonas como el culto pagano Đạo Mẫu que rinde adoración a la Diosa Madre y el caodaísmo, una religión sincrética.

## Cultura

### Literatura

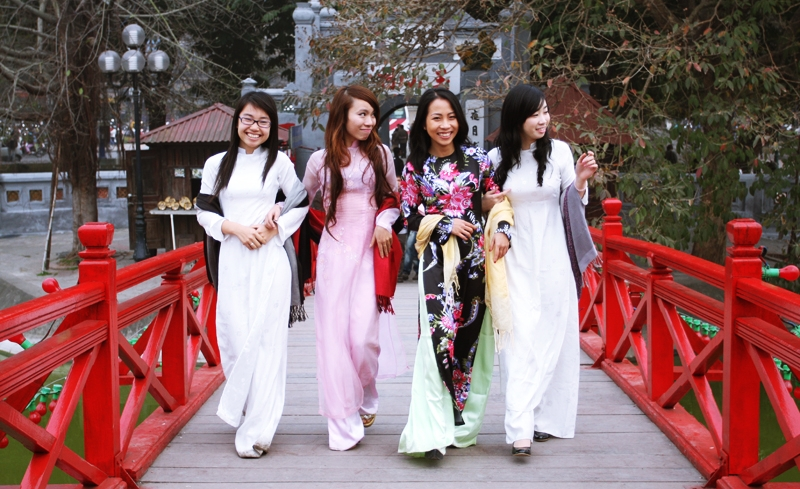
Ao dai, traje tradicional vietnamita

La literatura vietnamita tiene siglos de historia y el país cuenta con una rica tradición de literatura popular basada en la típica forma poética de seis a ocho versos llamada ca dao, que suele centrarse en los antepasados y héroes de las aldeas. Se ha encontrado literatura escrita que se remonta al siglo X de la dinastía Ngô, con autores antiguos notables como: Nguyễn Trãi, Trần Hưng Đạo, Nguyễn Du y Nguyễn Đình Chiểu. Algunos géneros literarios desempeñan un papel importante en la representación teatral, como el hát nói en ca trù.
En Vietnam también se han formado algunas uniones poéticas, como el tao đàn. La literatura vietnamita se ha visto influida por los estilos occidentales en los últimos tiempos, con el primer movimiento de transformación literaria de thơ mới surgido en 1932. La literatura popular vietnamita es un mestizaje de muchas formas. No es sólo una tradición oral, sino una mezcla de tres medios: oculto (sólo conservado en la memoria de los autores folclóricos), fijo (escrito) y mostrado (representado).

La literatura popular suele existir en muchas versiones, se transmite oralmente y tiene autores desconocidos. Los mitos consisten en historias sobre seres sobrenaturales, héroes, dioses creadores y reflejan el punto de vista de los antiguos sobre la vida humana. Consisten en historias de la creación, historias sobre sus orígenes (Lạc Long Quân y Âu Cơ), héroes de la cultura (Sơn Tinh y Thủy Tinh) a los que se denomina espíritu de la montaña y del agua respectivamente y muchos otros cuentos folclóricos.

Marionetas de agua en Hanói.

### Música
La música tradicional vietnamita varía entre las regiones septentrionales y meridionales del país. La música clásica septentrional es la forma musical más antigua de Vietnam y es tradicionalmente más formal. Los orígenes de la música clásica vietnamita se remontan a las invasiones mongolas del siglo XIII, cuando los vietnamitas capturaron una compañía de ópera china. A lo largo de su historia, Vietnam ha sido el país más impactado por la tradición musical china, junto con las de Japón, Corea y Mongolia. Nhã nhạc es la forma más popular de música de la corte imperial, Chèo es una forma de teatro musical generalmente satírico, mientras que Xẩm o hát xẩm (canto xẩm) es un tipo de música folclórica vietnamita.
El quan họ (canto alterno) es popular en la antigua provincia de Hà Bắc (que ahora está dividida en las provincias de Bắc Ninh y Bắc Giang) y en todo Vietnam. Otra forma de música llamada Hát chầu văn o hát văn se utiliza para invocar a los espíritus durante las ceremonias. Nhạc dân tộc cải biên es una forma moderna de música folclórica vietnamita que surgió en la década de 1950, mientras que ca trù (también conocido como hát ả đào) es una música folclórica popular. Hò puede considerarse el estilo meridional de Quan họ. Existe una gama de instrumentos tradicionales, como el đàn bầu (una cítara monocorde), el đàn gáo (un violín de dos cuerdas con cuerpo de coco) y el đàn nguyệt (un laúd lunar de dos cuerdas con trastes). En los últimos tiempos, se han hecho algunos esfuerzos por mezclar la música tradicional vietnamita -especialmente la música folclórica- con la música moderna para revivir y promover la música nacional en el contexto moderno y educar a las generaciones más jóvenes sobre los instrumentos musicales y estilos de canto tradicionales de Vietnam. La música de bolero ha ganado popularidad en el país desde la década de 1930, aunque con un estilo diferente: una combinación de música tradicional vietnamita con elementos occidentales. En el siglo XXI, la moderna industria de la música pop vietnamita, conocida como V-pop, incorpora elementos de muchos géneros populares de todo el mundo, como la electrónica, el dance y el R&B.

### Gastronomía

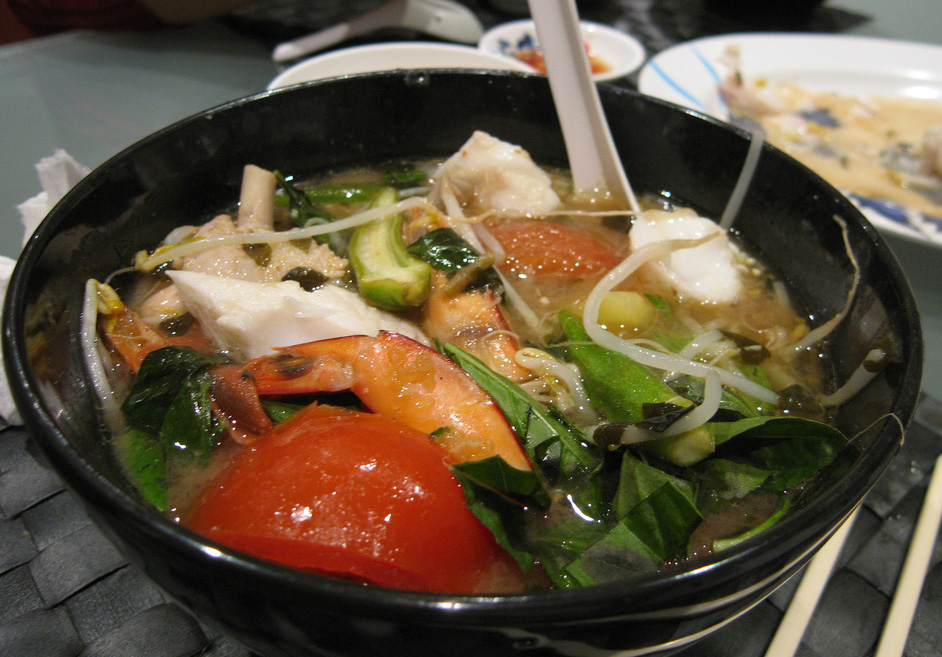
Plato de canh chua (literalmente: sopa agria).

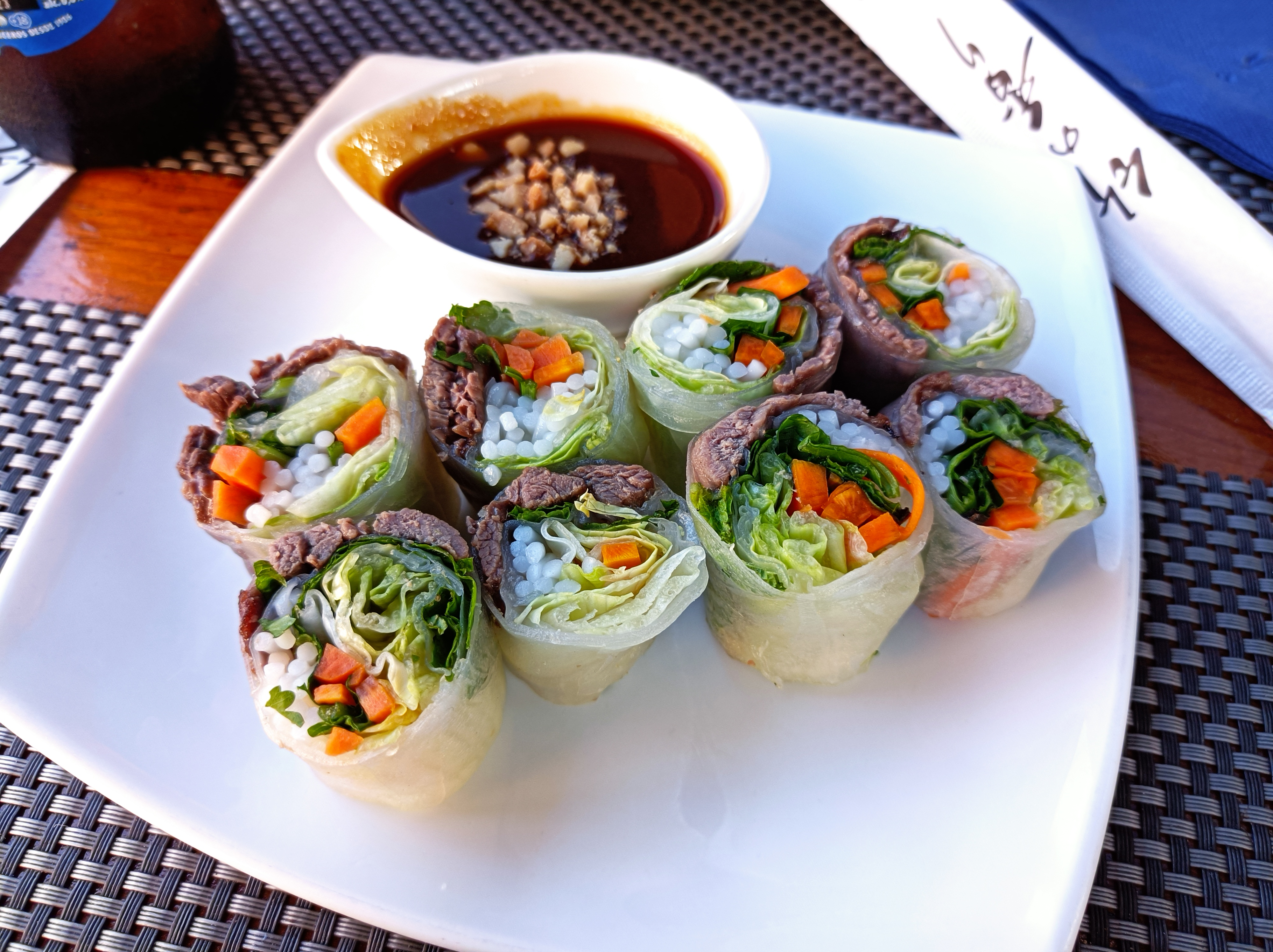
Rollitos vietnamitas.

Tradicionalmente, la cocina vietnamita se basa en cinco «elementos» gustativos fundamentales (en vietnamita: ngũ vị): picante (metal), agrio (madera), amargo (fuego), salado (agua) y dulce (tierra). Entre los ingredientes habituales se encuentran la salsa de pescado, la pasta de gambas, la salsa de soja, el arroz, las hierbas frescas, las frutas y las verduras. Las recetas vietnamitas utilizan: hierba limón, jengibre, menta, menta vietnamita, cilantro largo, canela de Saigón, chile ojo de pájaro, lima y hojas de albahaca. La cocina tradicional vietnamita es conocida por sus ingredientes frescos, el uso mínimo de aceite y la dependencia de hierbas y verduras; está considerada una de las cocinas más sanas del mundo.
El uso de carnes como el cerdo, la ternera y el pollo era relativamente limitado en el pasado. En su lugar, se generalizó el uso de pescado de agua dulce, crustáceos (sobre todo cangrejos) y moluscos. La salsa de pescado, la salsa de soja, la salsa de gambas y las limas son algunos de los principales ingredientes aromatizantes. Vietnam tiene una fuerte cultura de comida callejera, con 40 platos populares comunes en todo el país. Muchos platos vietnamitas notables, como el gỏi cuốn (rollo de ensalada), el bánh cuốn (rollo de fideos de arroz), el bún riêu (sopa de fideos de arroz) y los fideos phở, se originaron en el norte y fueron introducidos en el centro y el sur de Vietnam por los emigrantes del norte. Los platos locales del norte suelen ser menos picantes que los del sur, ya que el clima septentrional, más frío, limita la producción y la disponibilidad de especias. La pimienta negra se utiliza con frecuencia en lugar del chile para producir sabores picantes. Las bebidas vietnamitas en el sur también suelen servirse frías con cubitos de hielo, sobre todo durante las estaciones cálidas anuales; en cambio, en el norte son más preferibles las bebidas calientes en un clima más frío. Algunos ejemplos de bebidas vietnamitas básicas son el cà phê đá (café helado vietnamita), el cà phê trứng (café de huevo), el chanh muối (zumo de lima encurtido salado), el cơm rượu (vino de arroz glutinoso), el nước mía (zumo de caña de azúcar) y el trà sen (té de loto vietnamita).

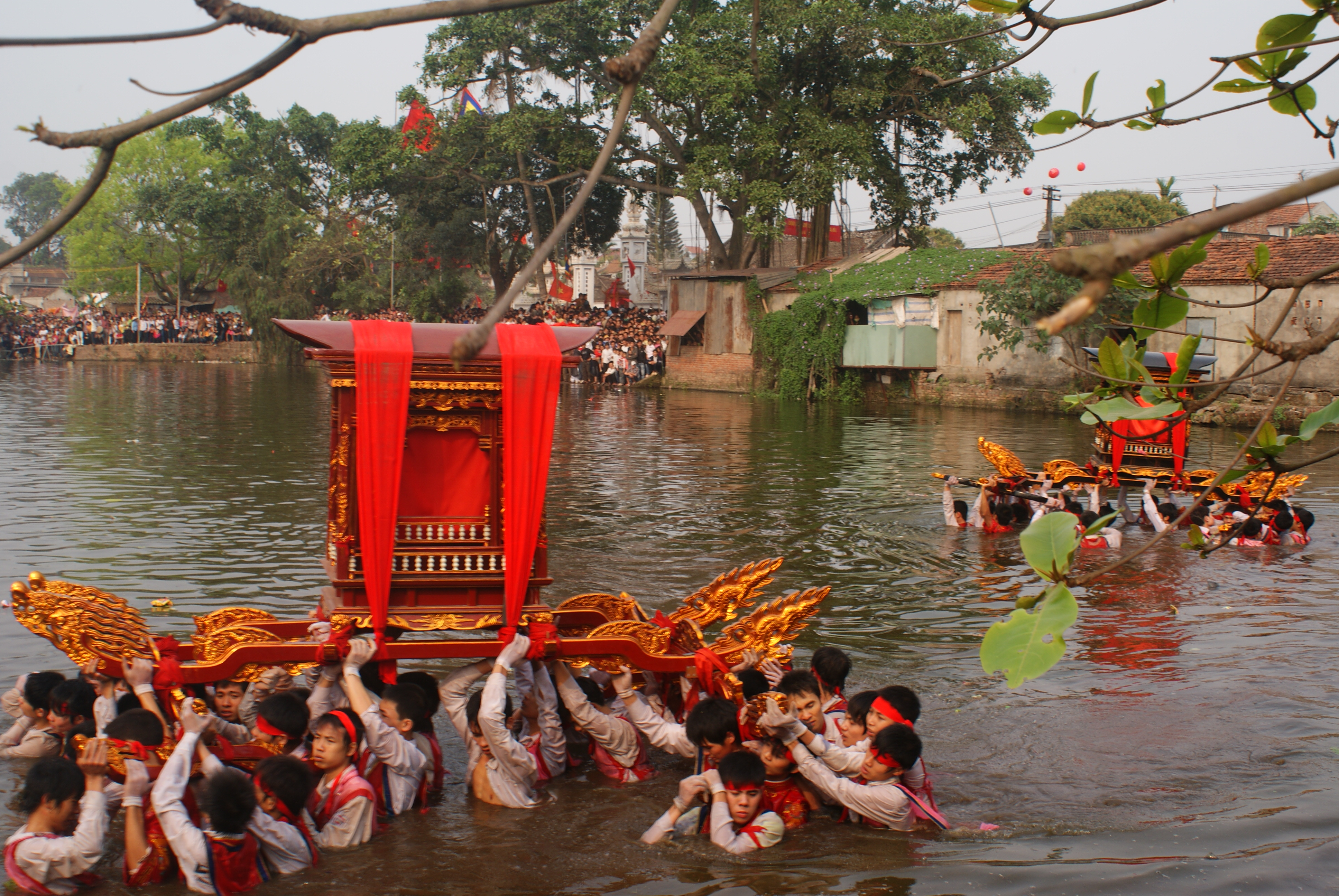
Fiesta en Vân Côn.

### Fiestas
El Tết (Año Nuevo Lunar) es la fiesta de trascendencia.
| Fecha                                         | Nombre en castellano                                  | Nombre local                             | Notas |
| --------------------------------------------- | ----------------------------------------------------- | ---------------------------------------- | --- |
| 1 de enero                                    | Año nuevo solar                                       | Tết dương lịch                           | 1 día |
| 30 de abril                                   | Aniversario de la liberación de Vietnam del Sur       | Giải phóng miền Nam, thống nhất đất nước | 1 día |
| 1 de mayo                                     | Día internacional del trabajo                         | Quốc tế Lao động                         | 1 día |
| 2 de septiembre                               | Fiesta nacional de la República Socialista de Vietnam | Quốc khánh                               | 1 día |
| Entre mediados de enero a primeros de febrero | Año nuevo lunar                                       | Tết Nguyên Đán/ Tết/Tết âm lịch/Tết cả   | 4 días. Dura desde el último día del año precedente hasta el tercero del año nuevo según el calendario lunar. |

## Deporte
Las artes marciales vovinam, kim ke y bình định están muy extendidas en Vietnam, mientras que el fútbol es el deporte más popular del país. Su selección nacional ganó dos veces el Campeonato de Fútbol de la ASEAN en 2008 y 2018 y alcanzó los cuartos de final de la Copa Asiática 2019, su equipo juvenil sub-23 se convirtió en subcampeón del Campeonato Sub-23 de la AFC 2018 y alcanzó el cuarto puesto en los Juegos Asiáticos 2018, mientras que el sub-20 logró clasificarse para la Copa Mundial Sub-20 de la FIFA 2017 por primera vez en su historia futbolística. La selección nacional femenina de fútbol también domina tradicionalmente los Juegos del Sudeste Asiático, junto con su principal rival, Tailandia.

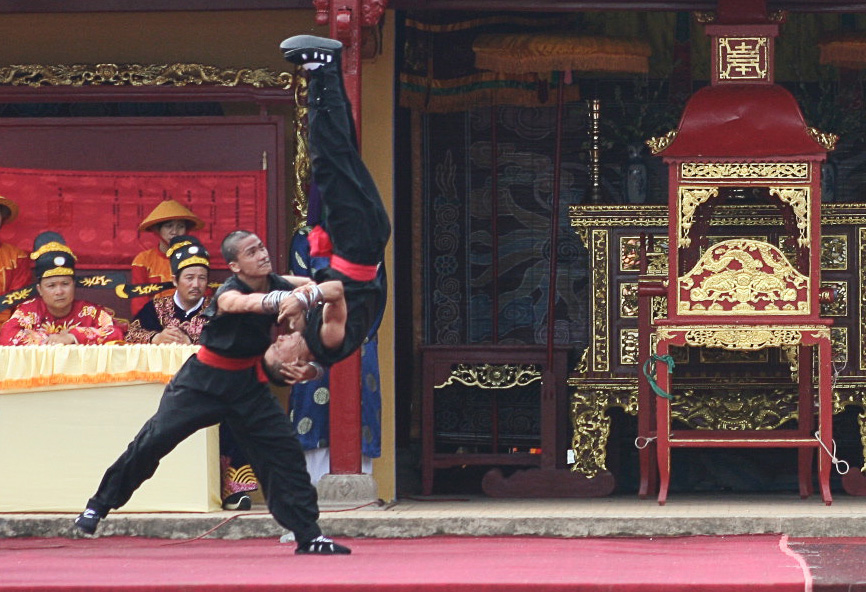
Arte marcial, tradicional y vietnamita.

Otros deportes occidentales, como el bádminton, el tenis, el voleibol, el ping-pong y el ajedrez, también gozan de gran popularidad. Vietnam participa en los Juegos Olímpicos de Verano desde 1952, cuando competía como Estado de Vietnam. Tras la partición del país en 1954, sólo Vietnam del Sur compitió en los Juegos, enviando atletas a las Olimpiadas de 1956 y 1972. Desde la reunificación de Vietnam en 1976, ha competido como República Socialista de Vietnam, asistiendo a todos los Juegos Olímpicos de Verano a partir de 1988. El actual Comité Olímpico de Vietnam se formó en 1976 y fue reconocido por el Comité Olímpico Internacional (COI) en 1979. Vietnam nunca ha participado en los Juegos Olímpicos de Invierno. En 2016, Vietnam ganó su primera medalla de oro en unos Juegos Olímpicos. El baloncesto se ha convertido en un deporte cada vez más popular en Vietnam, especialmente en Ciudad Ho Chi Minh, Hanói y Sóc Trăng.